# BMW (Automarke)

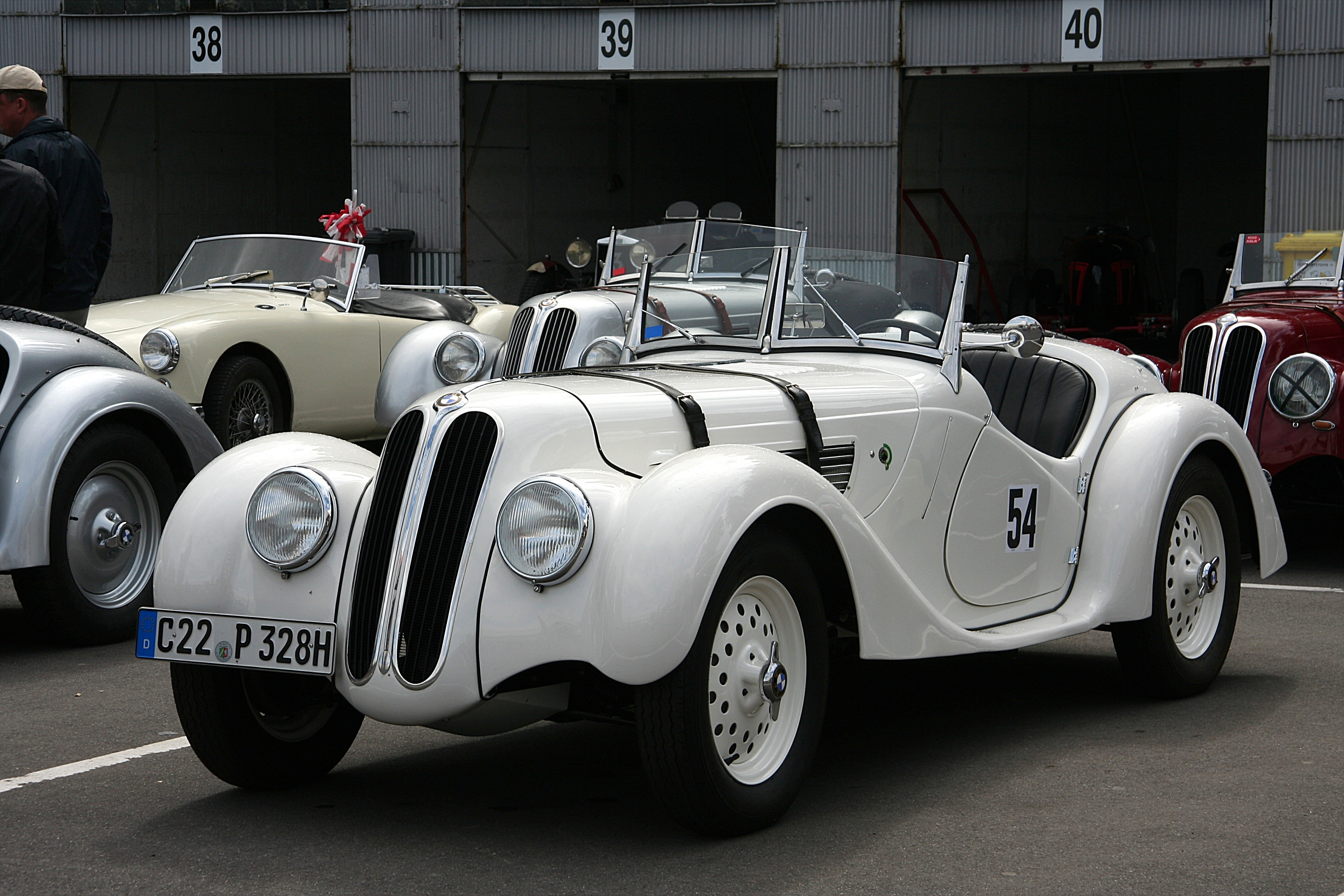
BMW 328

BMW ist die Hauptmarke für Pkw der BMW Group, zu der noch die beiden Automarken Mini und Rolls-Royce gehören. Die gleiche Marke wurde ab 1923 für die Motorräder verwendet, die seit 2020 zur eigenen Marke BMW Motorrad der BMW Group gehören.

## Bis zum Ende des Ersten Weltkriegs

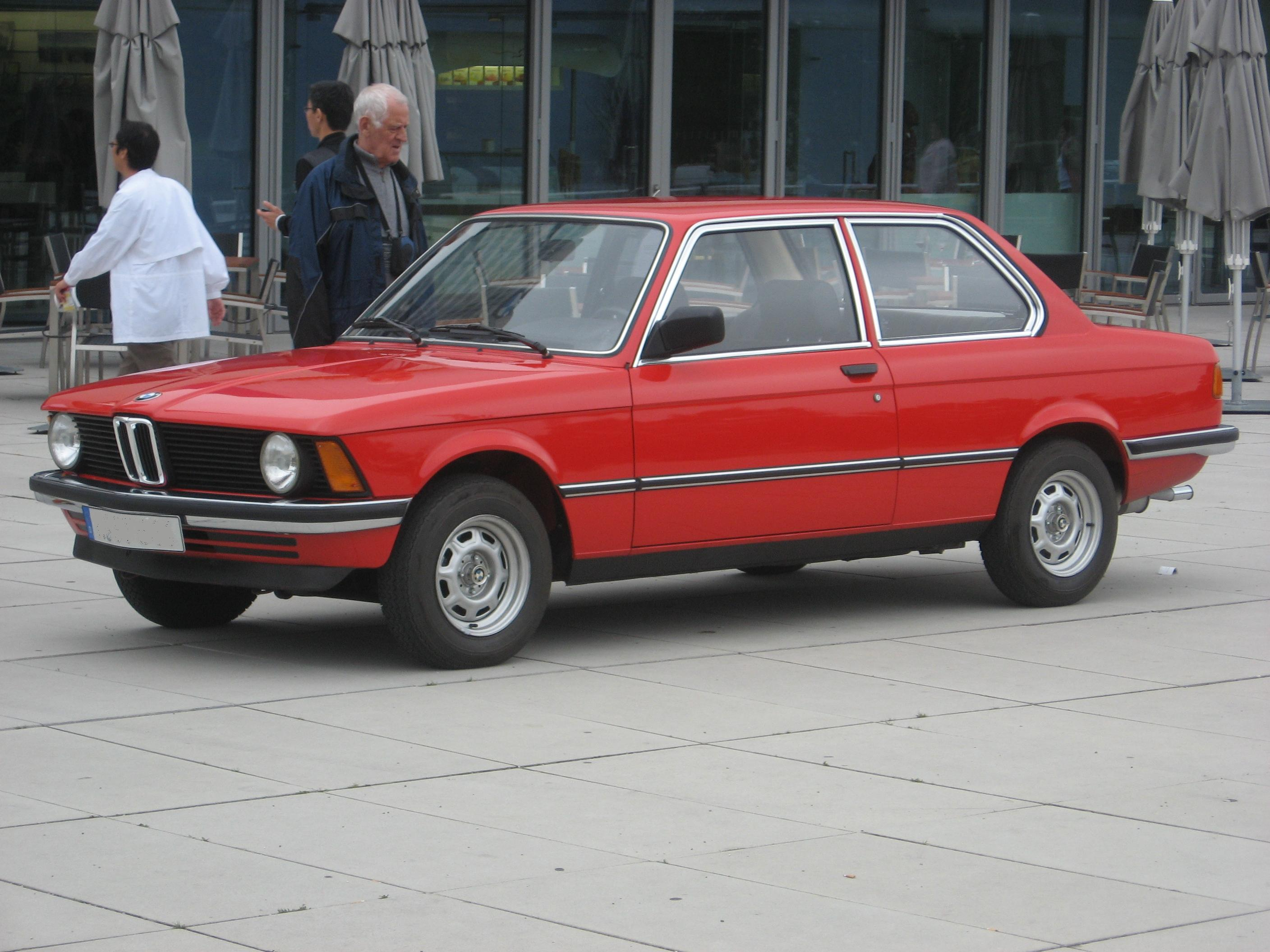
Das erste Modell der 3er-Reihe: der BMW E21

Treibende Kraft bei der Gründung der Automarke BMW war Diplomingenieur Franz Josef Popp, der bei der AEG-Union in Wien beschäftigt war. Die AEG-Union bewarb sich bei Ausbruch des Ersten Weltkrieges für den Flugzeugmotorenbau, nachdem die mit dem Projekt beauftragte Oesterreichische Daimler-Motoren-AG (Austro-Daimler) nicht genügend Kapazitäten aufbringen konnte. Deshalb schickte die AEG-Union Wien ihren Ingenieur Popp zur Daimler-Motoren-Gesellschaft (DMG) nach Stuttgart und zur NAG (Nationale Automobil-Gesellschaft) in Berlin-Oberschöneweide, die gerade mit dem 1912 neu geschaffenen Kaiserpreis für Flugmotoren ausgezeichnet worden war. Die Aufnahme der Produktion von Flugmotoren scheiterte aber an der Verfügbarkeit von Werkzeugmaschinen.
Popp, nun Reserveoffizier der k. u. k. Kriegsmarine, erkannte das Fehlen geeigneter Flugzeugmotoren und schlug der österreichischen Marine den Lizenzbau des 350 PS starken Austro-Daimler-Motors bei den Rapp-Motorenwerken in der Clemensstraße in München vor. Diese vergleichsweise kleine Motorenfabrik baute bereits seit 1913 Flugzeugmotoren, war aber von der preußischen, der bayrischen oder österreichischen Heeresverwaltung bei der Vergabe nicht berücksichtigt worden. Die österreichische Marine vertraute jedoch der Expertise ihres Offiziers Popp und sandte ihn selbst zur Überwachung der beauftragten Produktion von 224 Austro-Daimler-Motoren nach München.
Der mit der kaufmännischen und technischen Leitung der Rapp-Motorenwerke unzufriedene Popp warb den ihm persönlich bekannten Konstrukteur Max Friz bei der DMG in Stuttgart ab und übernahm schließlich selbst die Geschäftsführung des Unternehmens, das gleichzeitig den neuen Namen Bayrische Motorenwerke GmbH erhielt.
Max Friz hatte bei der DMG den beim Großen Preis von Frankreich (1914) siegreichen Motor des Mercedes-Rennwagens konstruiert und war schon bei Daimler in den Bau von Flugzeugmotoren involviert gewesen. Popp konnte nun mit dem von Max Friz neu konstruierten Flugzeugmotor BMW IIIa, der bei gleichen Einbaumaßen den bewährten 160-PS-Motor Mercedes D III deutlich übertraf, auch die Inspektion der Fliegertruppen (IdFlieg) überzeugen und mit einem Auftrag von zunächst 600, wenig später sogar 1000 Motoren die Produktion ausweiten.
Am 13. August 1918 wurde die GmbH in eine mit 12 Millionen Mark Grundkapital ausgestattete Aktiengesellschaft umgewandelt, Popp zum alleinigen Vorstandsmitglied bestellt und die bisherigen Teilhaber finanziell abgefunden. Der Auftrag zur Produktion von Flugzeugmotoren wurde auf eine Stückzahl von 3500 ausgeweitet, was den Umzug des Betriebs an den Rand des damaligen Flugplatzes Oberwiesenfeld mit der Erstellung ausgedehnter Fabrikneubauten zur Folge hatte. BMW-Motoren wurden nun auch in Lizenz bei der Gasmotorenfabrik Deutz in Köln und bei Opel in Rüsselsheim gebaut.
Der Waffenstillstand 1918 beendete den steilen Aufstieg des Unternehmens, das von einem kleinen konkursreifen Rapp-Motoren-Werk zu einem der größten Flugmotoren-Hersteller mit 3500 Arbeitnehmern aufgestiegen war.

## Zwischen den Weltkriegen
Nach den Bestimmungen des Friedensvertrags von Versailles durfte das Deutsche Reich keine kriegsrelevanten Erzeugnisse – dazu gehörten auch Flugmotoren – mehr entwickeln oder produzieren. In Deutschland konnten Flugzeuge erst ab 1924 wieder gebaut werden.
Bei BMW in München verlegte sich Max Friz daher zunächst auf die Entwicklung von Schiffsmotoren, eines 60-PS-Lkw-Motors mit Schwerölvergaser und eines 500-cm³-Zweizylinder-Boxermotors, der erst bei Victoria und dann bei den Helios-Werken verbaut wurde.
Die Berliner Knorr-Bremse AG suchte einen Standort in Bayern, wo sie vertragsgemäß Druckluftbremsen für die Wagen der Bayerischen Eisenbahnverwaltung fertigen konnte. Im Juni 1919 schloss Knorr-Bremse mit der Bayerischen Motoren-Werke AG einen Lizenzvertrag zum Bau von Teilen für Kunze-Knorr-Bremsen. Im Mai 1920 verkaufte dann der Alleineigentümer Camillo Castiglioni die Bayerische Motoren-Werke AG an das Aktionärssyndikat der Knorr-Bremse AG, BMW wurde – dem neuen Produktionsschwerpunkt entsprechend – in Süddeutsche Bremsen-AG („Südbremse“) umbenannt. Mit Vertrag vom 20. Mai 1922 ging die für den neuen Eigentümer Südbremse wenig interessante Motorenbauabteilung zusammen mit der Firma BMW in Castiglionis Besitz. Dieser brachte beides in sein bis dahin Bayerische Flugzeugwerke AG (BFW AG, bis 1916 Gustav Otto Flugmaschinenwerke) genanntes Unternehmen ein, das sich auf den Bau von Motoren für verschiedenste Zwecke verlegt hatte und dessen Fabrikanlagen nur wenige hundert Meter entfernt lagen. Im Zuge der Umstrukturierung 1922 firmierte nun die (erste) BFW AG in Bayerische Motorenwerke AG um. Daher gilt der 7. März 1916, der Tag an dem die (erste) Bayerische Flugzeugwerke AG ins Handelsregister eingetragen worden war, als Gründungsdatum des heutigen BMW-Konzerns. Eine andere (zweite) Bayerische Flugzeugwerke AG wurde 1923 gegründet und firmierte 1938 in Messerschmitt AG um.
Das erste BMW-Motorrad, die R 32 mit luftgekühltem 500-cm³-Zweizylinder-Boxermotor, erschien 1923. Die Konstruktion mit Doppelrohrrahmen und Kardanantrieb hatte in ihren Weiterentwicklungen bis weit nach dem Zweiten Weltkrieg Bestand. Mit der Übernahme der Fahrzeugfabrik Eisenach bot sich 1928 die Möglichkeit, mit dem Modell Dixi an den erfolgreichen Kleinwagenbau der 1903 eingestellten Traditionsmarke Wartburg anzuknöpfen. Im Jahr 1929 produzierte BMW in Eisenach mit dem BMW 3/15 PS die ersten Fahrzeuge als Lizenznachbauten des Austin Seven. Bald jedoch konnte man sich vom Lizenzbau lösen und brachte Anfang 1932 den von Friz neu konstruierten BMW 3/20 mit 800-cm³-Vierzylindermotor auf den Markt. Sein Zentralrohrrahmen hatte vorn und hinten Pendelachsen.
Auf den 1933 präsentierten 30 PS starken BMW 303, erstes BMW-Fahrzeug mit Sechszylindermotor und dem Kühlergrill in Nierenform, folgte 1934 der BMW 315 (40 PS), 1935 der BMW 319 (55 PS), 1936 der BMW 326 mit Doppelvergaser sowie 1937 der beliebteste und erfolgreichste Zweisitzer seiner Zeit, der BMW 328 mit 2-Liter-Motor, Dreifachvergaser und 80 PS Leistung. 1939 wurde die Brandenburgische Motorenwerke GmbH (Bramo) übernommen. Kriegsbedingt mussten 1940 alle deutschen Hersteller die Fertigung privater Pkw einstellen. BMW konzentrierte sein Kerngeschäft wieder auf Flugmotoren und die Herstellung von Motorräder für Kradmelder der Wehrmacht.

## Nach dem Zweiten Weltkrieg
Im ehemaligen, nun in der DDR liegenden Werk Eisenach wurde nach der Verstaatlichung bis 1951 noch unter BMW-Logo produziert, danach als Eisenacher Motorenwerk (EMW). Hier lief der BMW/EMW 327 und der neuentwickelte BMW/EMW 340 vom Band, Letzterer schon ohne Doppelniere. Ab 1956 wurde dort der Wartburg 311 produziert.
Im Stammwerk in München lief nach dem Krieg 1951 mit dem BMW 501 die Fahrzeugproduktion mit einigen Verzögerungen wieder an. So mussten die Karosserien vom Partnerunternehmen Baur aus Stuttgart zugeliefert werden. Daneben wurden in den 1950er Jahren die Modelle BMW 502, 503, 507 und 3200 CS (genannt Bertone-Coupé) produziert. Diese schweren Wagen waren zwar technisch anspruchsvoll, aber auch relativ teuer und verkauften sich nicht im notwendigen Maße. Etwas erfolgreicher war BMW in dieser Zeit mit den Kleinwagen 600, 700 und Isetta, jedoch in anhaltenden wirtschaftlichen Schwierigkeiten. 1960 gelang es dem Großaktionär Herbert Quandt, damals Aufsichtsratsvorsitzender des Batterieherstellers VARTA, auf der Aktionärsversammlung einen Sanierungsplan durchzusetzen, mit erheblichen Eigenmitteln die Aktienmehrheit an sich zu bringen und mit einem neuen Modellprogramm den Automarkt zu beleben.
Mit der Einführung der sogenannten „Neuen Klasse“ im Jahr 1961 wurde als Modellbezeichnung der einzelnen Fahrzeuge der Hubraum in Kubikzentimetern, in einigen Fällen (z. B. BMW E3) auch in Litern angegeben. Diese Praxis bewährte sich auch bei der 02-Serie bis zur Einführung der ersten 5er-Reihe (BMW 520/520i) im Jahr 1972. Die Bezeichnung BMW 5er stand für eine Neuordnung innerhalb des Pkw-Programms, die auf den damaligen Marketing-Vorstand Bob Lutz zurückgeht. In der Folge wurde diese Art der Modellbezeichnung (3er, 6er, 7er) auf das ganze Angebot übertragen.
Bei diesen Fahrzeugen steht die erste Zahl der dreistelligen Modellbezeichnung für die Klasse, die zwei folgenden für den Hubraum. Das erste Fahrzeug nach dieser Klassifizierung, der BMW 520, war also ein Fahrzeug der 5er-Reihe mit 2,0 Liter Hubraum. Nachgestellt waren oft ein oder mehrere Buchstaben wie z. B. „i“ für „Injection“ = Einspritzmotor oder „l“ für einen verlängerten Radstand. Heute gibt es allerdings bei BMW keine Motoren mit Vergaser mehr, und das „i“ ist den Modellen mit Benzinmotor einer Baureihe vorbehalten. Ein „d“ hinter den Typenkennziffern steht für einen Dieselmotor, ein „C“ für Coupé oder Cabrio und ein „x“ für Allradantrieb, der bei BMW als XDrive bezeichnet wird.
Seit Vorstellung des „520“ (meist „fünf-zwanzig“ gesprochen) besteht die Nomenklatur für BMW-Modelle aus den Ziffern „3“, „5“ und „7“ als Bezeichnung für „untere Mittelklasse“ (später Mittelklasse), „obere Mittelklasse“ und „Oberklasse“ und den angefügten zwei Ziffern für den Hubraum. Coupé-Baureihen erhielten die „6“, später auch „8“. Roadster und davon abgeleitete Sportcoupés werden als Z-Modelle bezeichnet.
Ab dem Jahr 2000 kamen Sport Utility Vehicles (SUV), die mit einem „X“ gekennzeichnet sind, ins Programm. Bisher sind das der „X1“, „X2“, „X3“, „X4“, „X5“, der „X6“ und neuerdings der „X7“. Die Versionen mit geraden Zahlen sind sogenannte „Sports Activity Coupés“ (Bezeichnung von BMW), wobei der X6 das erste Fahrzeug dieser Art war.
Im August 2004 wurde die Palette um die „1“ für ein Modell der Kompaktklasse erweitert, nachdem 1994 von der 3er-Reihe ein erstes Compact-Modell abgeleitet worden war. Vom 1er gab es später auch Coupé und Cabrio. Mit dem Modellwechsel 2013 wurden Letztere als 2er bezeichnet.
Seit 2014 bietet BMW Kompaktvans innerhalb der 2er-Reihe an, die die Frontantriebsplattform mit dem Mini teilen: Der Active und der Gran Tourer. Letzterer ist auf Wunsch mit einer zusätzlichen Sitzbank lieferbar, was offenbar gut angenommen wurde (von 73 Prozent der Kunden gewählt).
Sehr erfolgreich war die 3er Reihe E30 ab 1982 mit ca. 2,3 Millionen Fahrzeugen oder auch die 1986 vorgestellte 7er Reihe E32, die erstmals mit V12-Motor angeboten wurde. Bei der E28er- und E30er-Baureihe gab es auch die Modellreihe 325e/525e. Das „e“ steht hierbei für „eta“, das physikalische Zeichen für den Wirkungsgrad. Der eta-Motor war so konstruiert, dass er mit niedriger Drehzahl bei hohem Drehmoment weniger Benzin verbrauchte, damit aber nicht die BMW-typische Motorcharakteristik bot, die sich der BMW-Fahrer erhoffte. Daher wurden vom 325e bzw. 525e geringere Stückzahlen verkauft, was ihn zu einer eher seltenen Modellvariante macht.

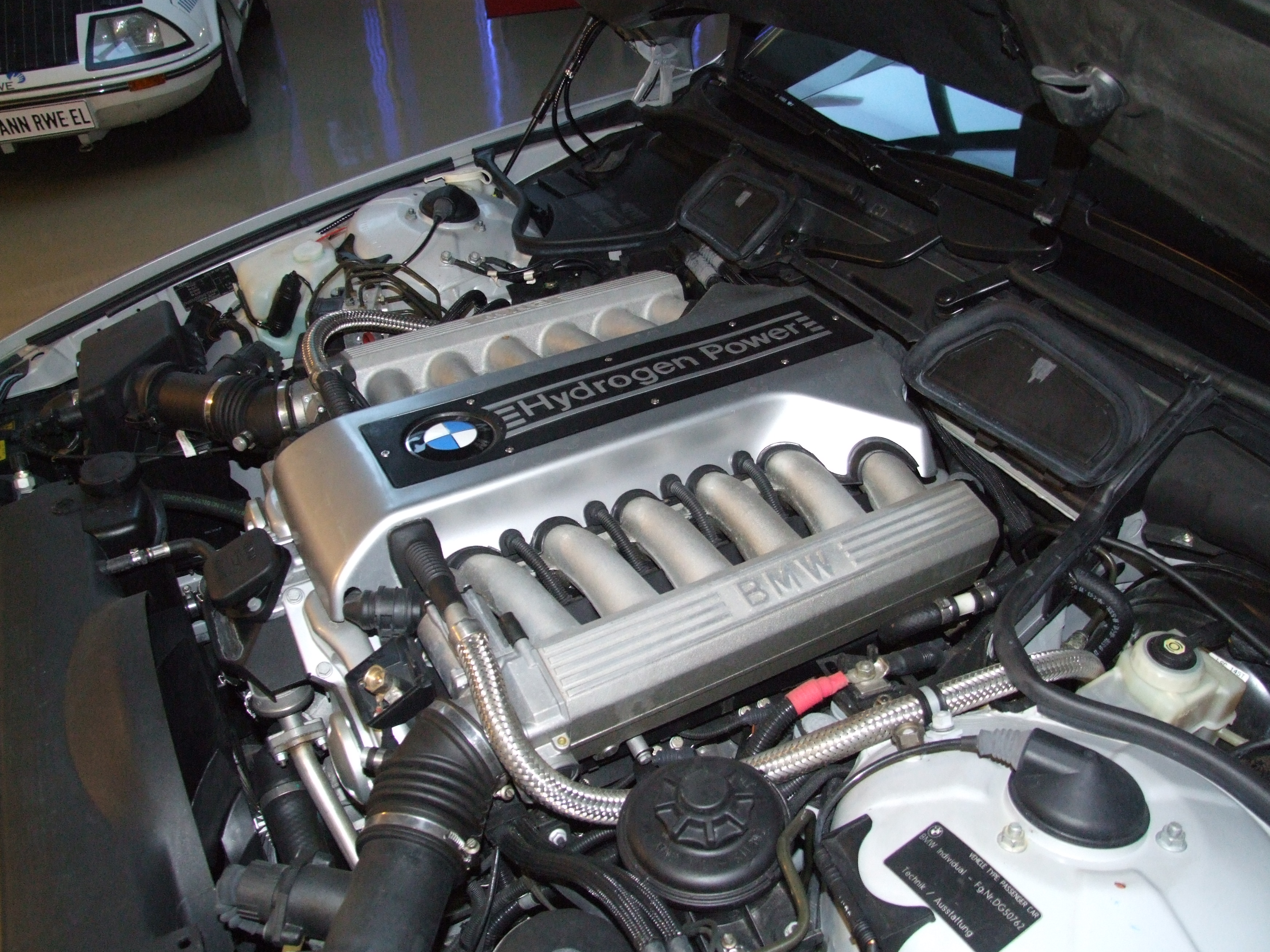
M73-Motor für Wasserstoff im E38

Mit der Vorstellung des E28 524td, angetrieben vom selbst entwickelten Sechszylinder-Reihen-Dieselmotor mit Wirbelkammereinspritzung BMW M21 auf der Frankfurter Internationalen Automobil-Ausstellung griff das Unternehmen 1983 die Dieseltechnologie auf.
Im Jahr 2000 gab es den 12-Zylinder-Motor BMW M73 als Variante, die auch mit Wasserstoff betrieben werden konnte; sie hat Wasserstoffeinblasventile im Ansaugtrakt und ein spezielles elektronisches Gemischbildungssystem. Mit diesem Motor wurden 15 750hL gefertigt, die auch auf der Expo 2000 eingesetzt wurden. 2007 war die nächste Generation BMW Hydrogen 7 serienreif und wurde auf 100 Exemplare limitiert ebenfalls im BMW-Werk Dingolfing produziert.
Auf der Paris Motor Show im Oktober 2008 feierte das BMW Concept 7 Series ActiveHybrid als erster Mild-Hybrid von BMW Premiere und ging etwa Ende 2009 als BMW Active Hybrid 7 in Serie. Zu dieser Zeit beendete BMW das Thema Motoren mit direkter Wasserstoff-Verbrennung. Allerdings zeigte BMW 2015 den BMW 5er Gran Turismo mit Brennstoffzelle der Firma Toyota, mit der BMW inzwischen kooperiert. Von diesem Fahrzeug wurde eine kleine Versuchsflotte mit vier Fahrzeugen aufgebaut. Die Active Hybrid-Technik wurde 2011 im 5er und ein Jahr später auch im 3er angeboten.
Im Januar 2010 (auf der North American International Auto Show in Detroit) wurde der BMW ActiveE, der zur Submarke BMW i gehört, auf Basis des 1er Coupés gezeigt. Sein Elektromotor sowie die Batterie- und Motorsteuerung kamen 2013 auch im reinen Elektrofahrzeug BMW i3, dem zugleich ersten Serienfahrzeug mit einer Fahrgastzelle aus kohlenstofffaserverstärktem Kunststoff (CFK), zum Einsatz. Der Elektromotor für den Antrieb wurde von BMW selbst entwickelt und wird im Werk Landshut produziert. Bis Oktober 2017 wurden 100.000 BMW i3 produziert. Schon auf der IAA 2013 präsentierte BMW den Plug-in-Hybrid-Sportwagen BMW i8, der seit Mai 2018 auch als Roadster erhältlich ist. Seit März 2016 gibt es die Plug-in-Hybride von BMW in den jeweiligen Modellreihen unter der Bezeichnung iPerformance. Auf der Auto China 2018 in Beijing wurde der rein elektrische BMW Concept iX3 vorgestellt. Sein 200 kW beziehungsweise 270 PS starker Elektromotor kommt ohne seltene Erden aus.
Siehe auch
BMW i

## BMW X-Modelle

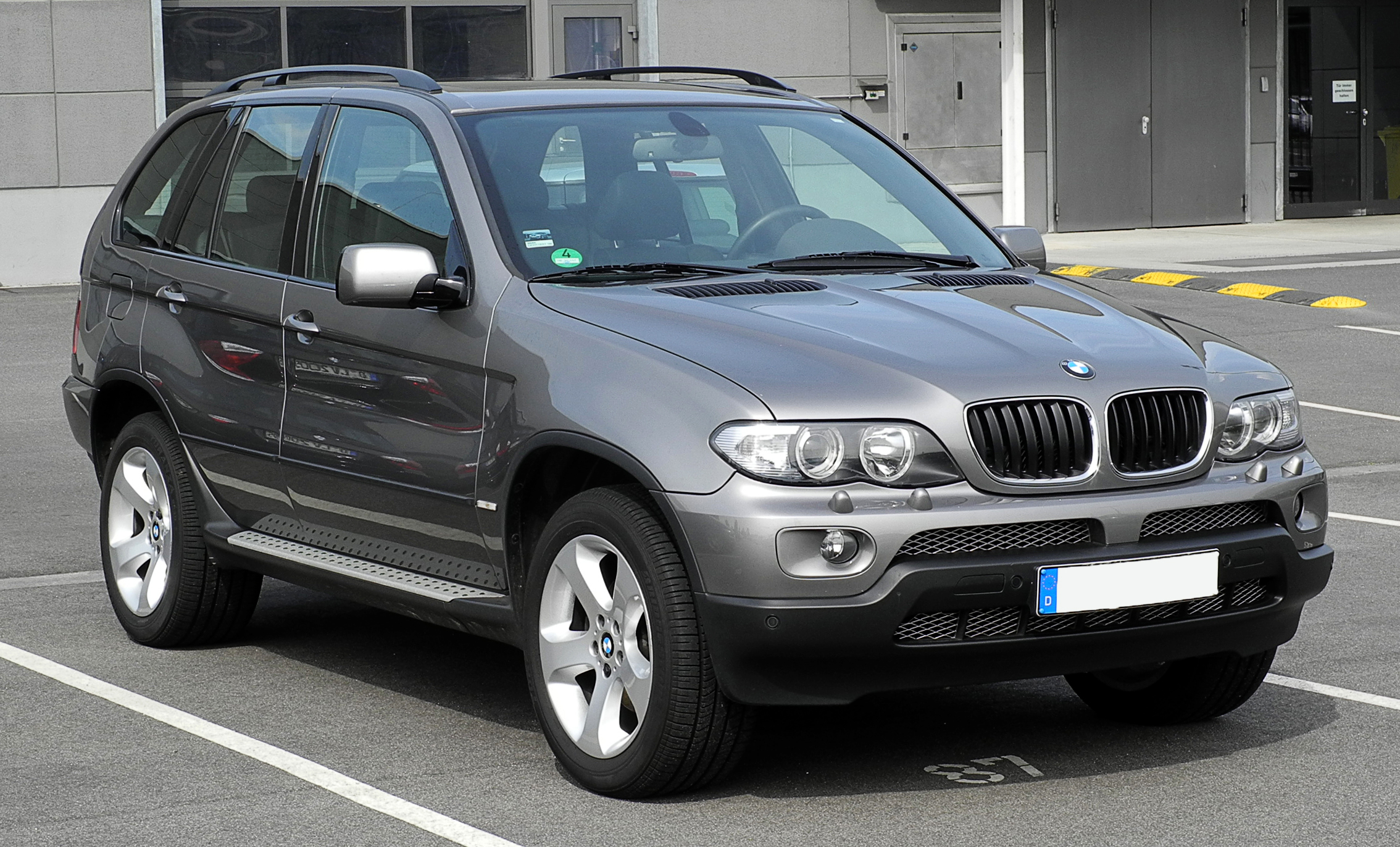
Erster SUV von BMW: der X5

Die BMW X-Modelle sind Sport Utility Vehicle (SUV; bei BMW „SAV“ für „Sports Activity Vehicle“ genannt) von BMW.
Ende 1999 erweiterte BMW seine Modell-Palette um den X5, der wie der BMW Z3 im Werk Spartanburg in Greer (USA) gefertigt wurde und auch hauptsächlich für den amerikanischen Markt vorgesehen war. Zwei Jahre zuvor hatte Mercedes-Benz die M-Klasse präsentiert und damit großen Erfolg. Der ML basierte allerdings auf einem Leiterrahmen, während der X5 eine selbsttragende Karosserie hat. Gepaart mit permanentem Allradantrieb und dynamischem Design, wurde der BMW X5 zu einem der beliebtesten SUVs auch in Europa, lieferbar mit 6- und 8-Zylinder-Benzinern und dem 3,0-l-Reihensechszylinder-Diesel. 2002 kam die sportliche 8-Zylinder-Ausführung 4.6is mit 347 PS, welche ursprünglich gemeinsam mit Alpina entwickelt worden war.
Im Spätsommer 2003 erhielt der X5 ein Facelift mit leichten Änderungen im Frontdesign und stärkeren Motoren. Der 4.6is wurde zum 4.8is mit 360 PS. Außerdem erhielt der X5 das neue Allradsystem xDrive, das die Antriebskraft variabel zwischen den Antriebsachsen verteilen kann und das mit DSC etc. zusammenarbeitet.
Anfang 2007 wurde der X5 neu aufgelegt. Sein Nachfolger ist gewachsen und bietet bis zu sieben Fahrgästen Platz, was mit einer optionalen dritten Sitzreihe gewährleistet wird. Damit sollte ein größerer Abstand zum X3 hergestellt werden, zudem soll er mit der M-Klasse von Mercedes-Benz gleichziehen, welche diese Funktion ebenfalls anbietet.
Im Herbst 2003 stellte BMW dem X5 eine kompaktere Variante zur Seite: den BMW X3. Das Motorenspektrum beschränkt sich auf drei Benziner (Vier- und Sechszylinder) und vier Diesel (Vier- und Sechszylinder), mit einem maximalen Hubraum von drei Litern, darunter auch der Twin-Turbo-Diesel mit 286 PS, welcher auch gleichzeitig die Top-Motorisierung darstellt. Wie alle Allradfahrzeuge von BMW ist er mit dem Allradsystem xDrive (xDrive basiert auf einer regelbaren Lamellenkupplung zur Kraftverteilung) ausgestattet. Gebaut wurde der X3 bis Mitte 2010 bei Magna Steyr in Graz (Österreich).

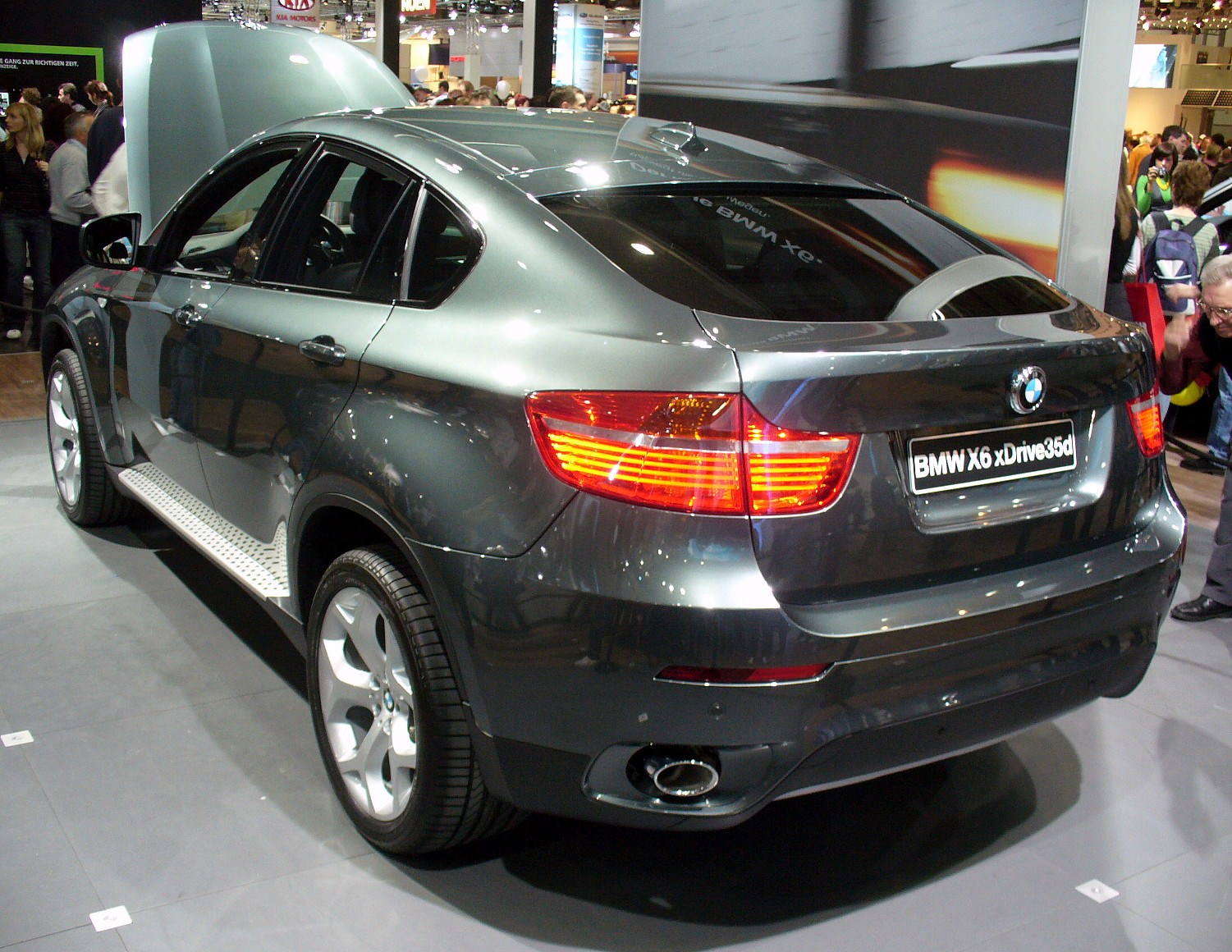
X6 (erste Generation, ab 2008)
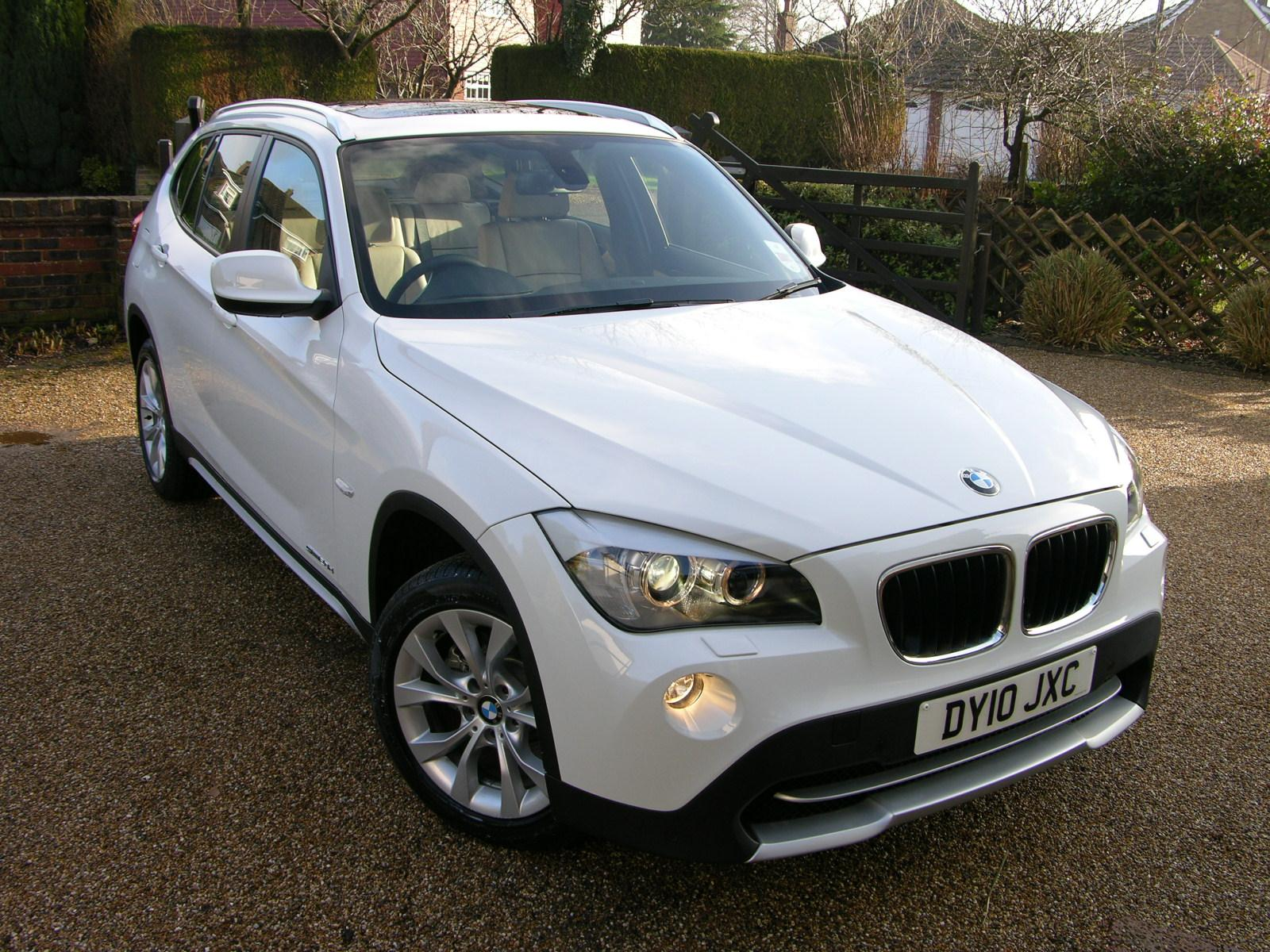
Kleinster SUV im BMW-Programm: X1 (erste Generation, ab 2009)
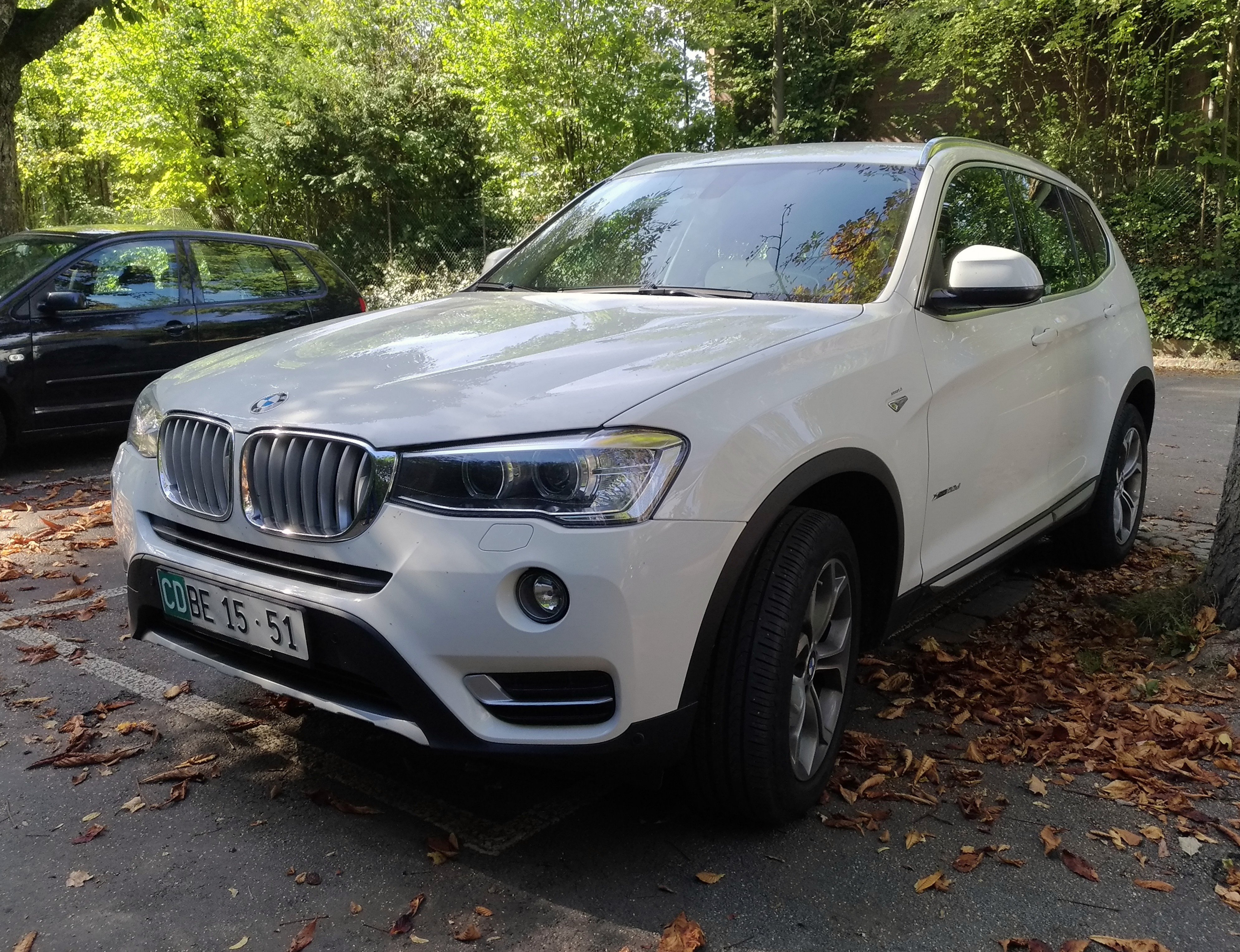
X3 (zweite Generation, ab 2010)
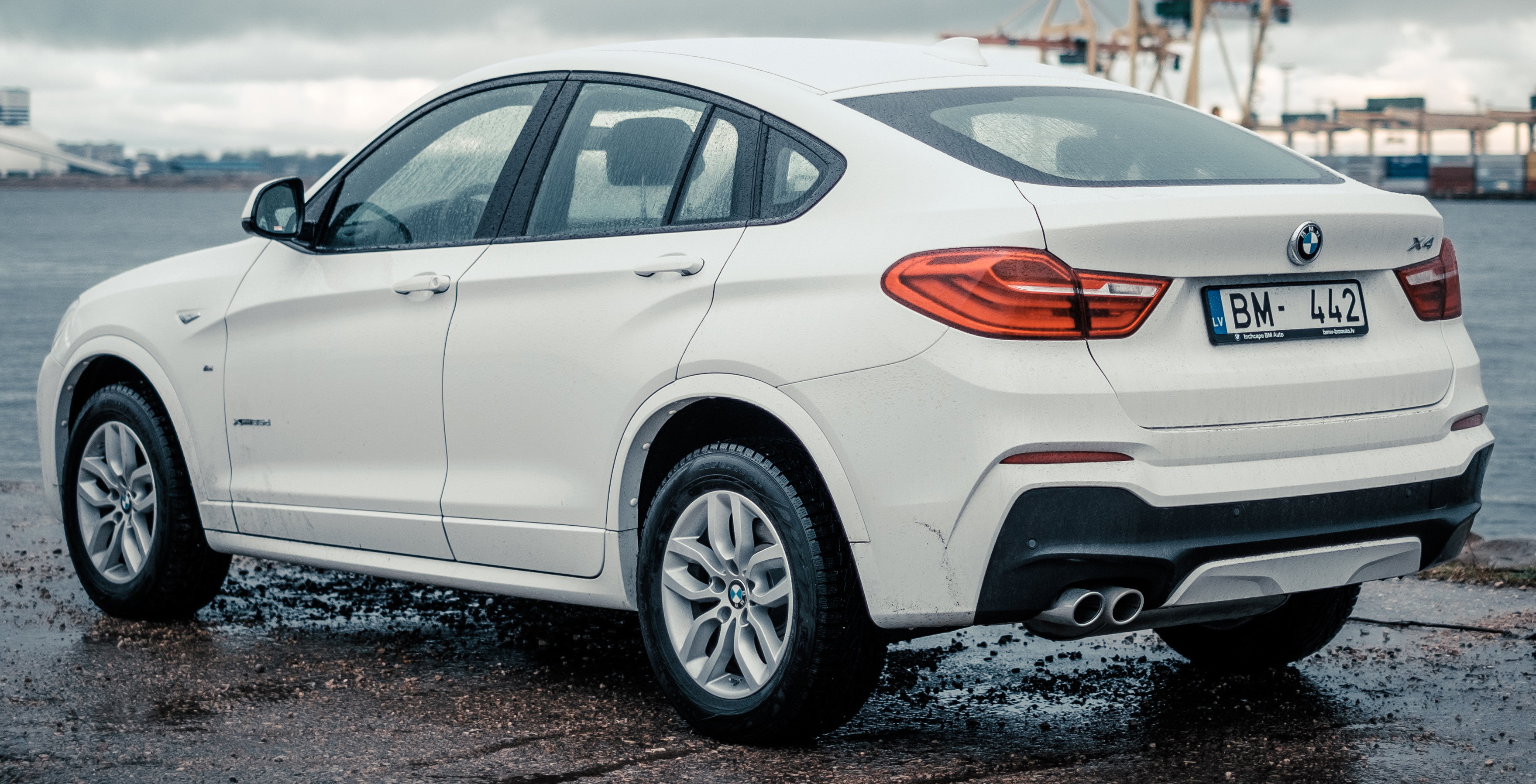
X4 (erste Generation, ab 2014)
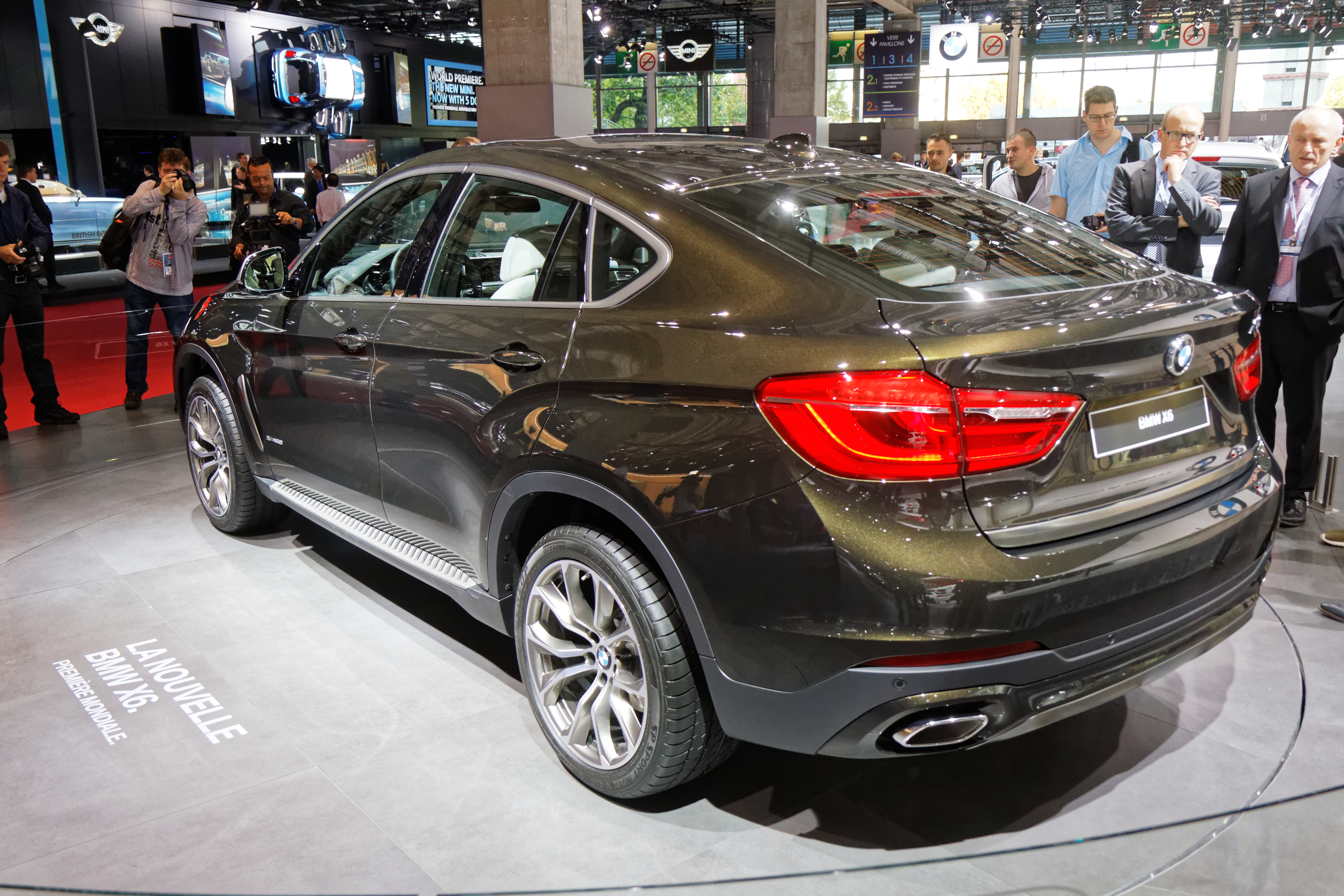
X6 (zweite Generation, ab 2014)
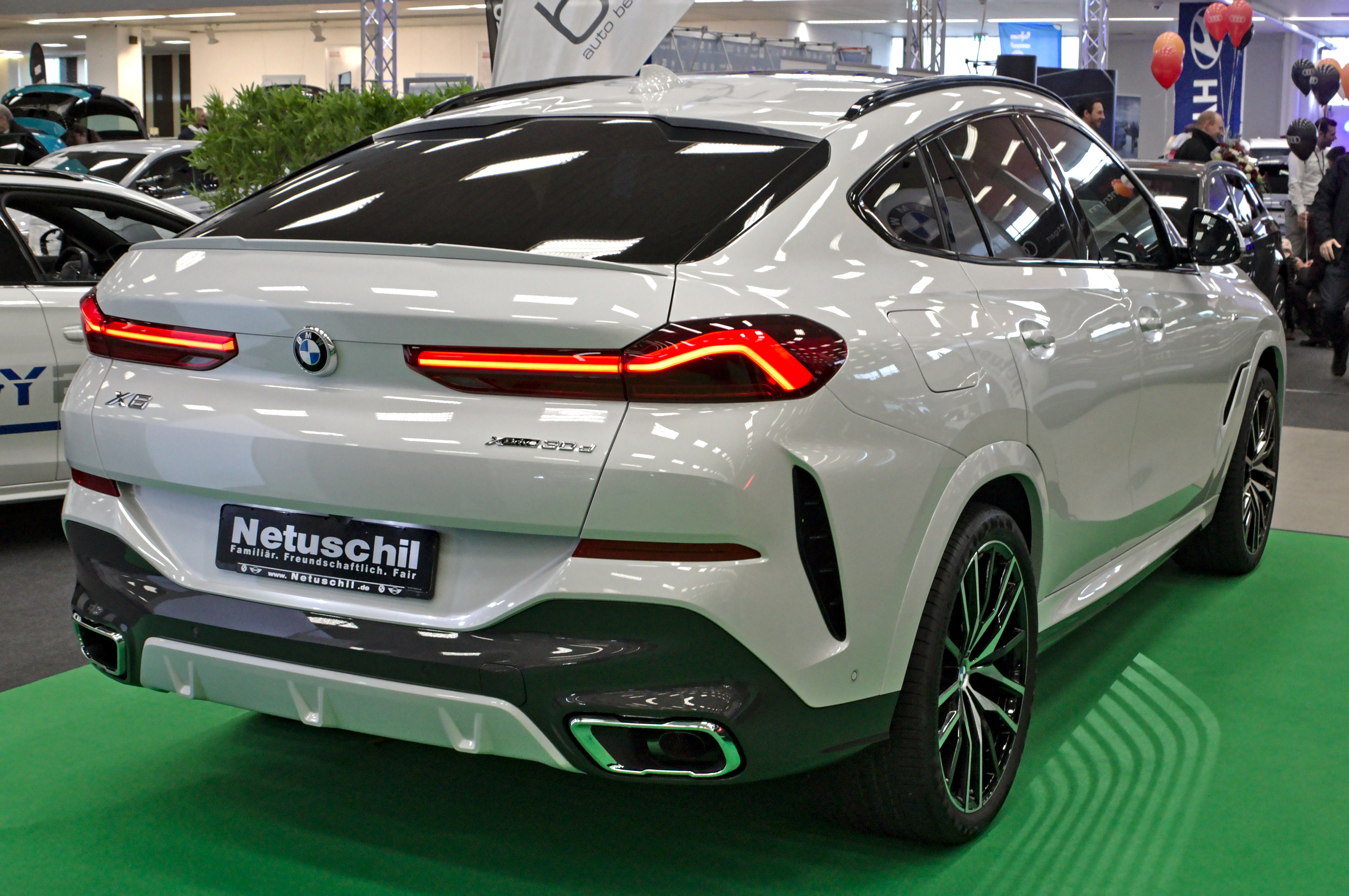
X6 (dritte Generation, ab 2019)
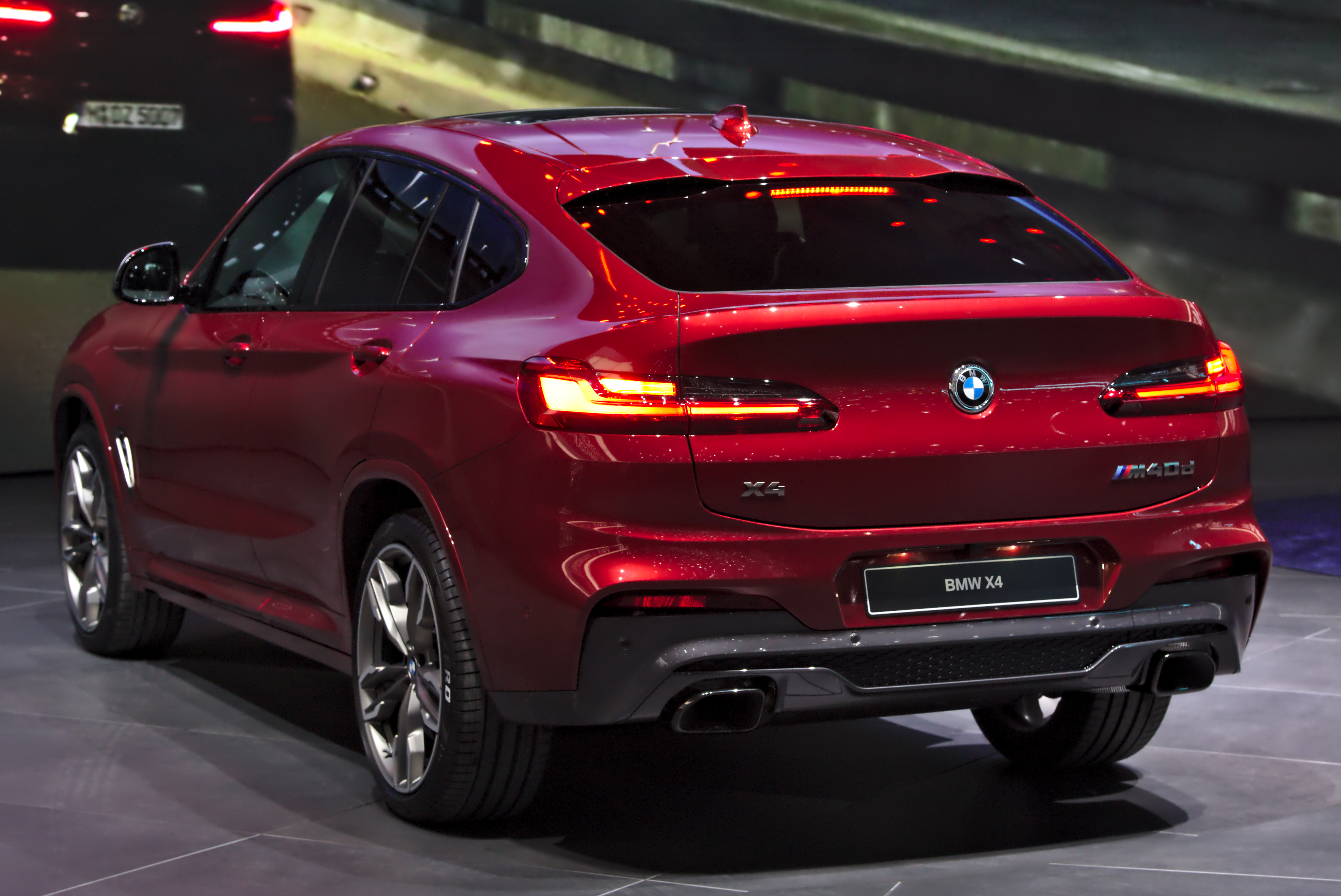
X4 (ab 2018)
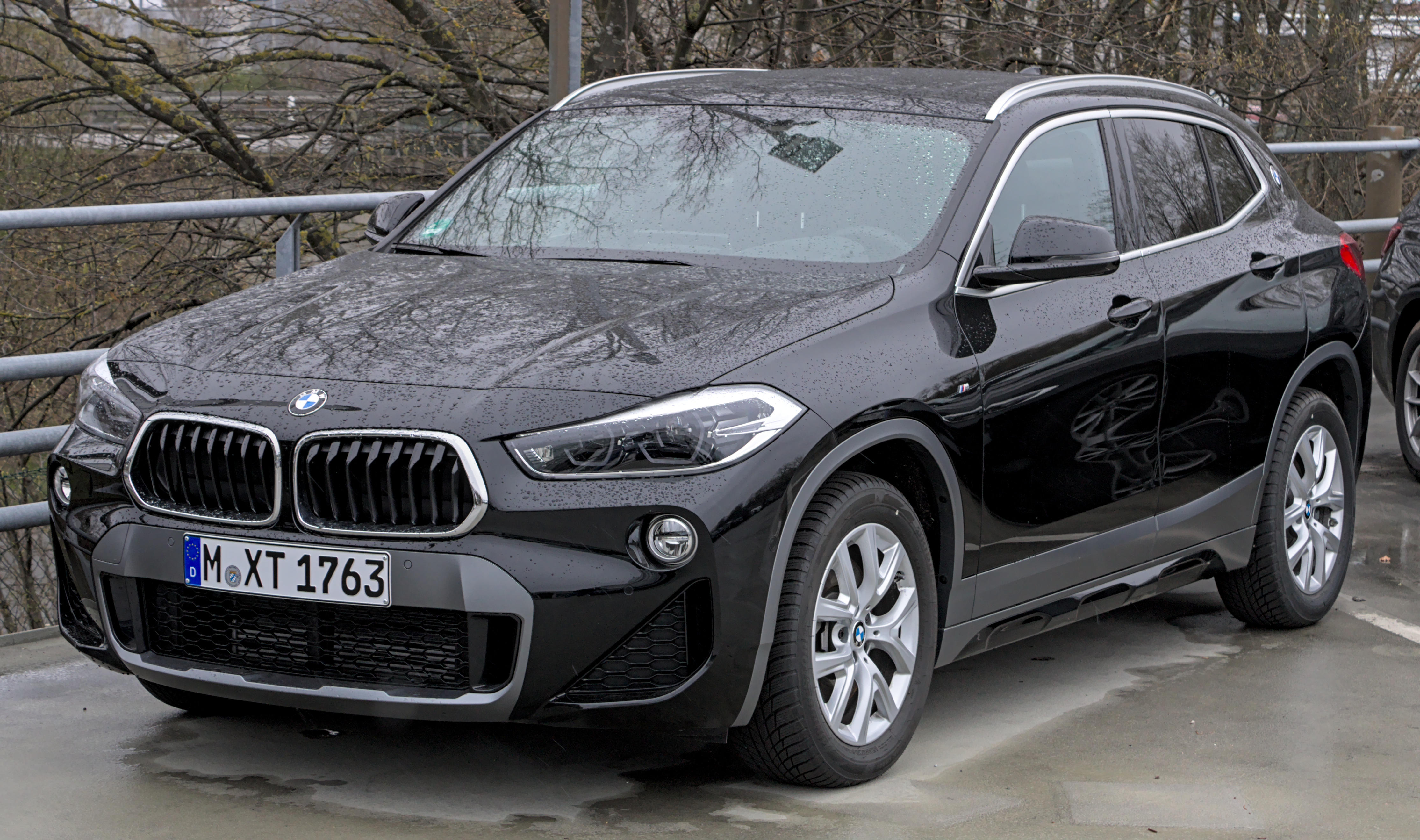
X2 (ab 2018)
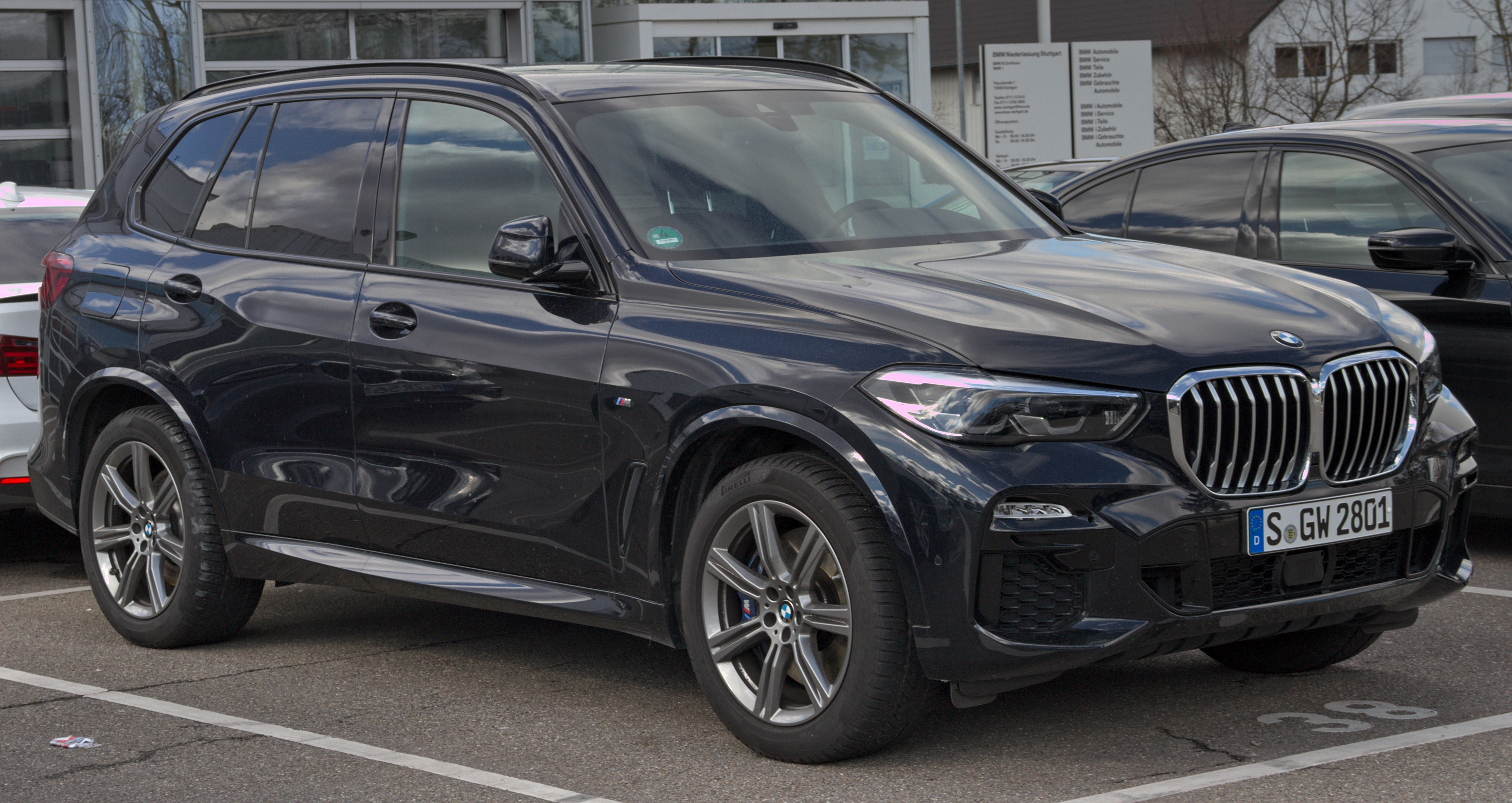
X5 (vierte Generation, ab 2018)
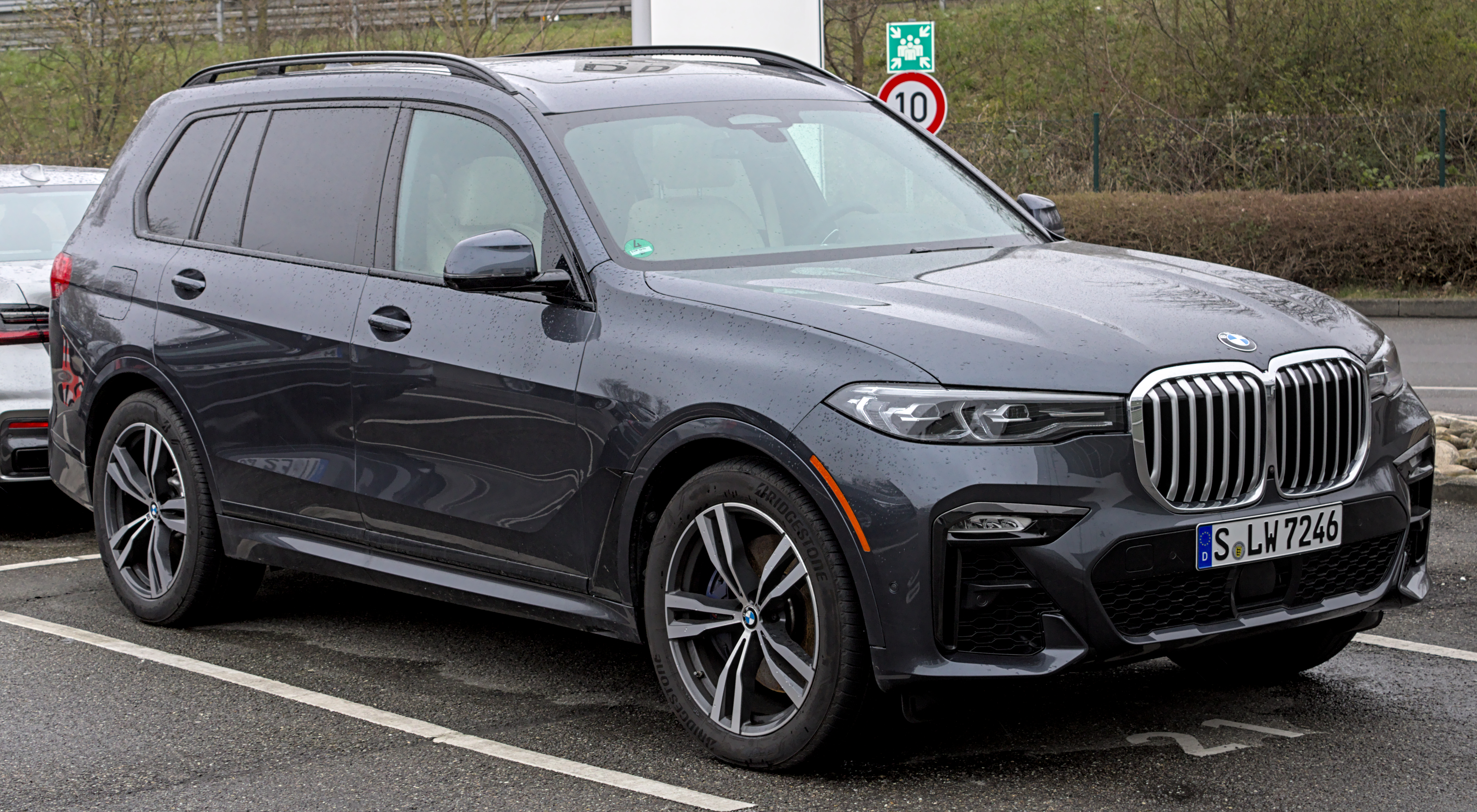
X7 (ab 2019)
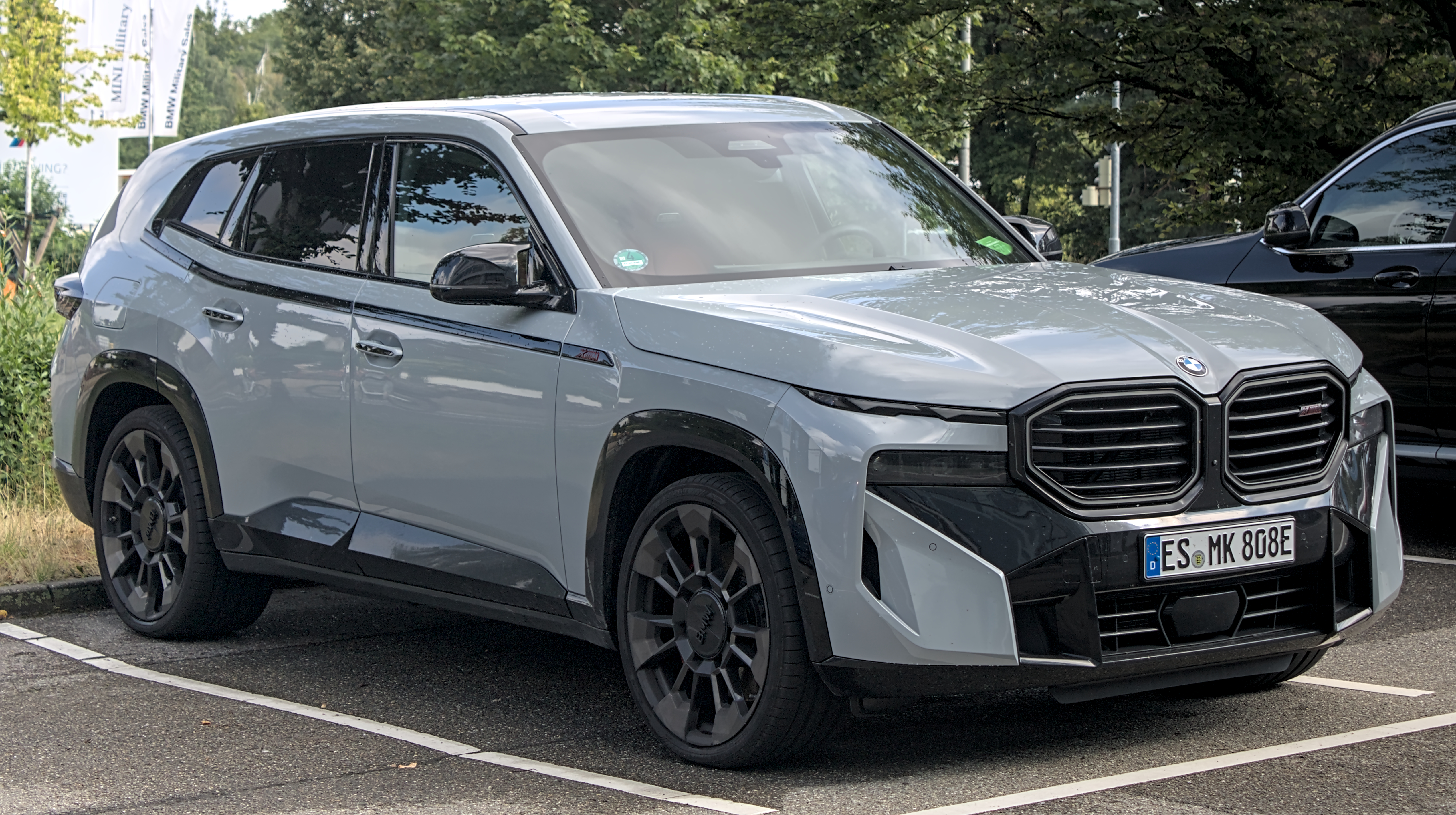
XM (ab 2022)
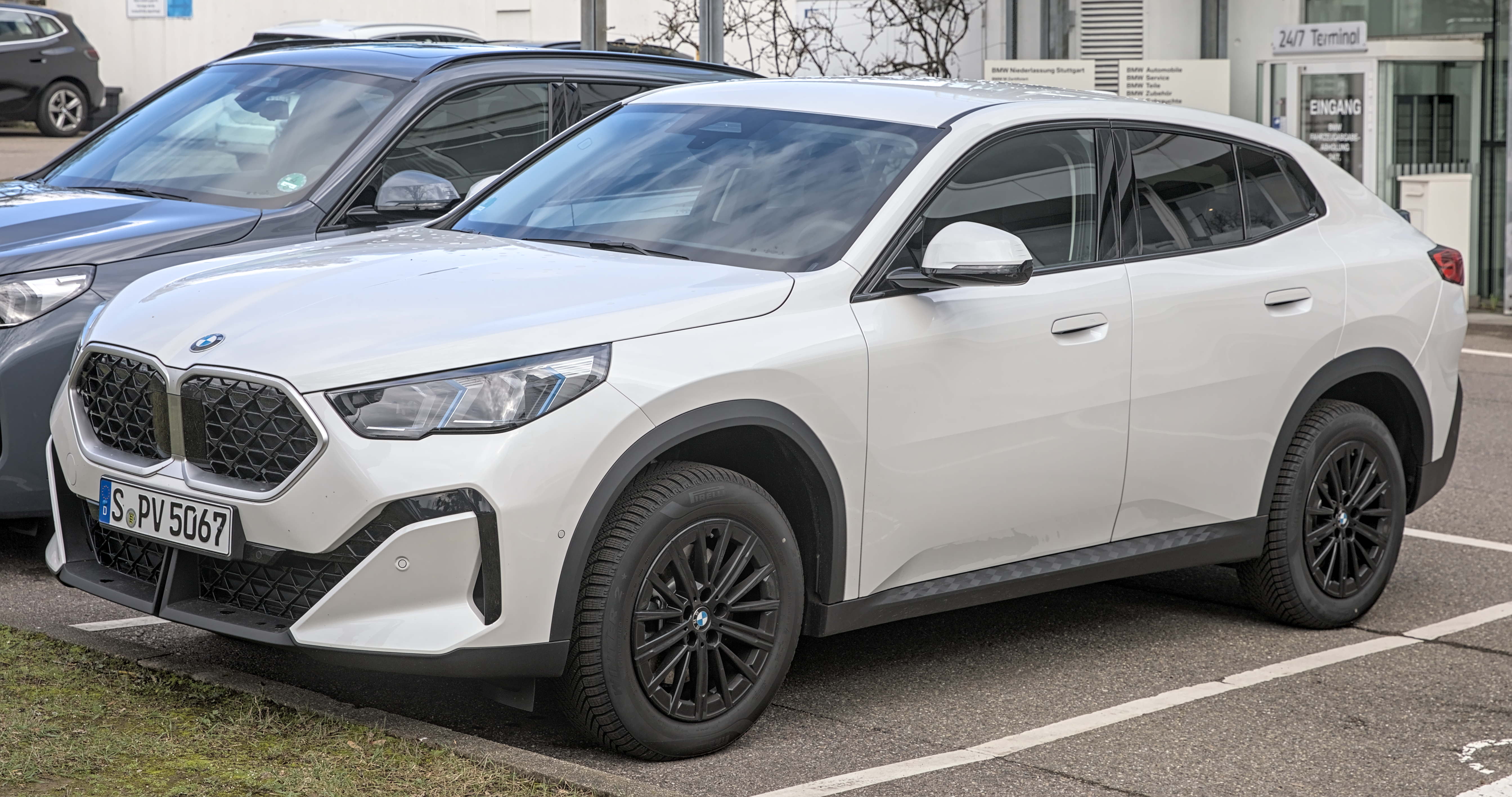
X2 (ab 2024)
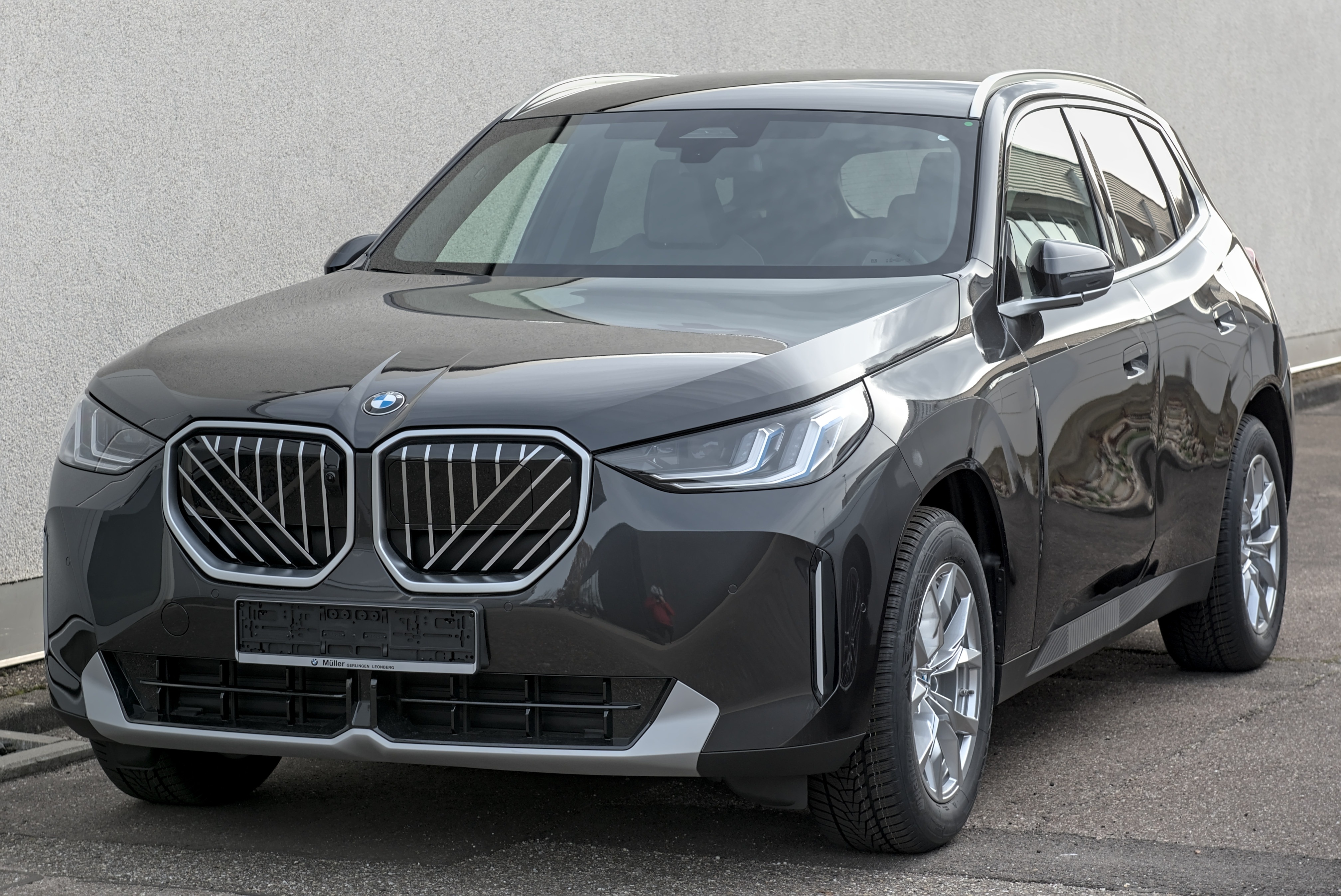
X3 (ab 2024)

Mitte 2008 wurde die X-Reihe um ein drittes Modell erweitert: der BMW X6, ein viertüriger Crossover aus X5 mit Coupé-Charakter, das vor allem für den amerikanischen Markt gedacht ist. Seit 2009 gibt es erstmals eine M-Variante unter den X-Modellen (X5M und X6M). 2013 bzw. 2014 kam die zweite Generation von X5 (F15) und X6 (F16).
Seit Oktober 2009 gibt es das vierte Modell der X-Reihe: den BMW X1 (E84). Er wurde im BMW-Werk Leipzig und im BMW Brilliance Werk Tiexi produziert. Die anderen Modelle der X-Reihe (X3, X5 und X6) werden bei BMW US Manufacturing Company gebaut.
2014 wurde auch dem X3 eine Coupé-Variante X4 zur Seite gestellt. Sie wurde im BMW-Werk Spartanburg und seit 2016 auch im brasilianischen BMW-Werk Araquari gefertigt.
2016 startete die 2. Generation des BMW X1 (F48). Sie wird im BMW-Werk Regensburg und im Nedcar Werk in Born produziert.
Im März 2018 war Marktstart des kleinen SUV-Coupé BMW X2 (F39). Ende April wurde auf der Auto China 2018 in Beijing der rein elektrisch angetriebene BMW Concept iX3 mit 200 kW/270 PS vorgestellt. Auch den X-Coupés gingen oft Studien, – BMW nennt sie Concept – voraus, siehe dazu (ab 2007)
Große Resonanz fand der zum 50-jährigen Bestehen der BMW M GmbH Ende September 2022 vorgestellte XM.

## BMW Z-Modelle

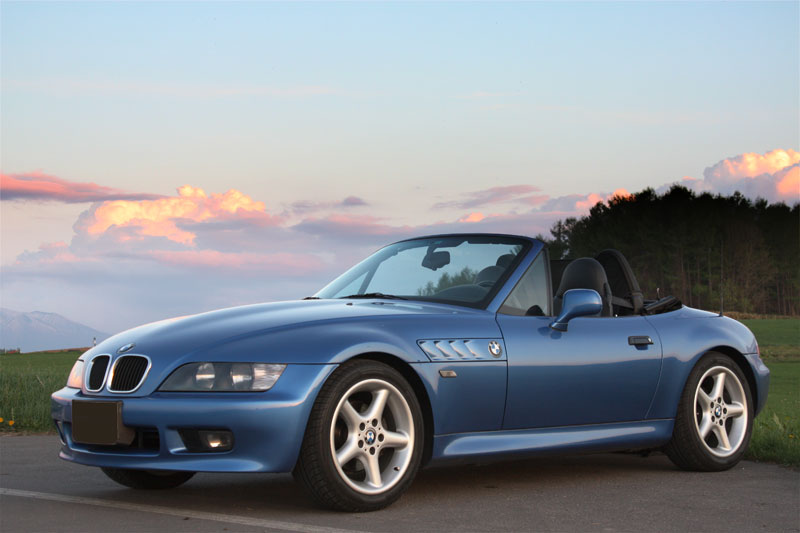
BMW Z3 (1998)

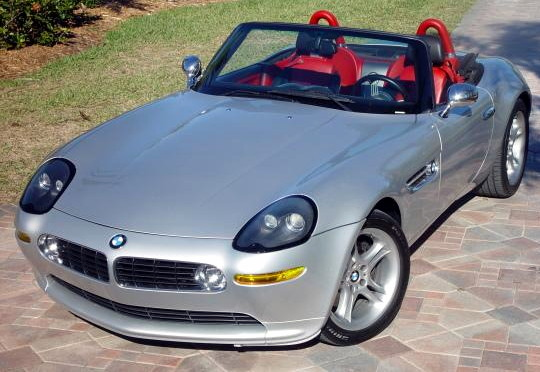
Erinnerte an seinen Ahnen 507 aus den 50er-Jahren: der BMW Z8

Als Z-Modelle werden bei BMW bestimmte Roadster oder Sportcoupés bezeichnet. Das erste Modell, das ein „Z“ im Namen trug, war der im Frühjahr 1989 eingeführte BMW Z1, der vor allem durch seine im Seitenschweller versenkbaren Türen Aufsehen erregte. Sein für einen Sechszylinder-Roadster relativ hoher Preis, auch bedingt durch Herstellung in Handarbeit, und sein enges Cockpit sowie die auf 8.000 Fahrzeuge limitierte Stückzahl sicherten ihm eine gewisse Exklusivität.
Ende 1995 folgte dann der sehr erfolgreiche BMW Z3, der (wie später auch X5 und Z4) im eigens neu errichteten Werk in Greer (South Carolina) in den USA gefertigt wurde. Der Z3 war mit Vier- und Sechszylindermotoren lieferbar und basierte technisch weitgehend auf der 3er-Reihe (E36). Seinen Erfolg verdankt der Z3 Roadster vor allem seinem Design mit leichten Retro-Einflüssen in Richtung des 507. Das im Sommer 1998 erschienene Z3 Coupé erreichte mit seinem Shooting-Brake-Konzept keine großen Stückzahlen. Beide Modellversionen gab es auch in Sportausführungen als M-Roadster und M-Coupé mit einem 321 PS (später 325 PS) starken Reihensechszylinder.
Von Anfang 2000 bis Mitte 2003 produzierte BMW den exklusiven Roadster Z8, der schon vor der Markteinführung als Bond-Car in Die Welt ist nicht genug dienen durfte. Der Z8 fiel innen und außen durch sein Retro-Design aus der Feder von Henrik Fisker auf, das, noch stärker als zuvor der Z3, Anleihen beim 507 nahm. Sein Fahrwerk basierte auf Teilen der 5er- und 7er-Reihe, er erhielt allerdings eine Karosserie in Alu-Spaceframe-Bauweise (ähnlich wie der Audi A8). Sein Motor stammte aus dem M5 (E39), ein 4,9-l-V8 mit 294 kW (400 PS). Angesichts seines hohen Preises (zur Einführung 235.000 DM) war der Z8 zwar angemessen ausgestattet, seine Verdeckbetätigung aber war umständlich und er war nur mit Sechsganggetriebe lieferbar, was ihn vor allem in den USA Verkaufszahlen kostete. Diese Lücke füllte 2003 Alpina mit dem Roadster V8, einer eher komfortbetonten und mit Automatik ausgestatteten Version des Z8.

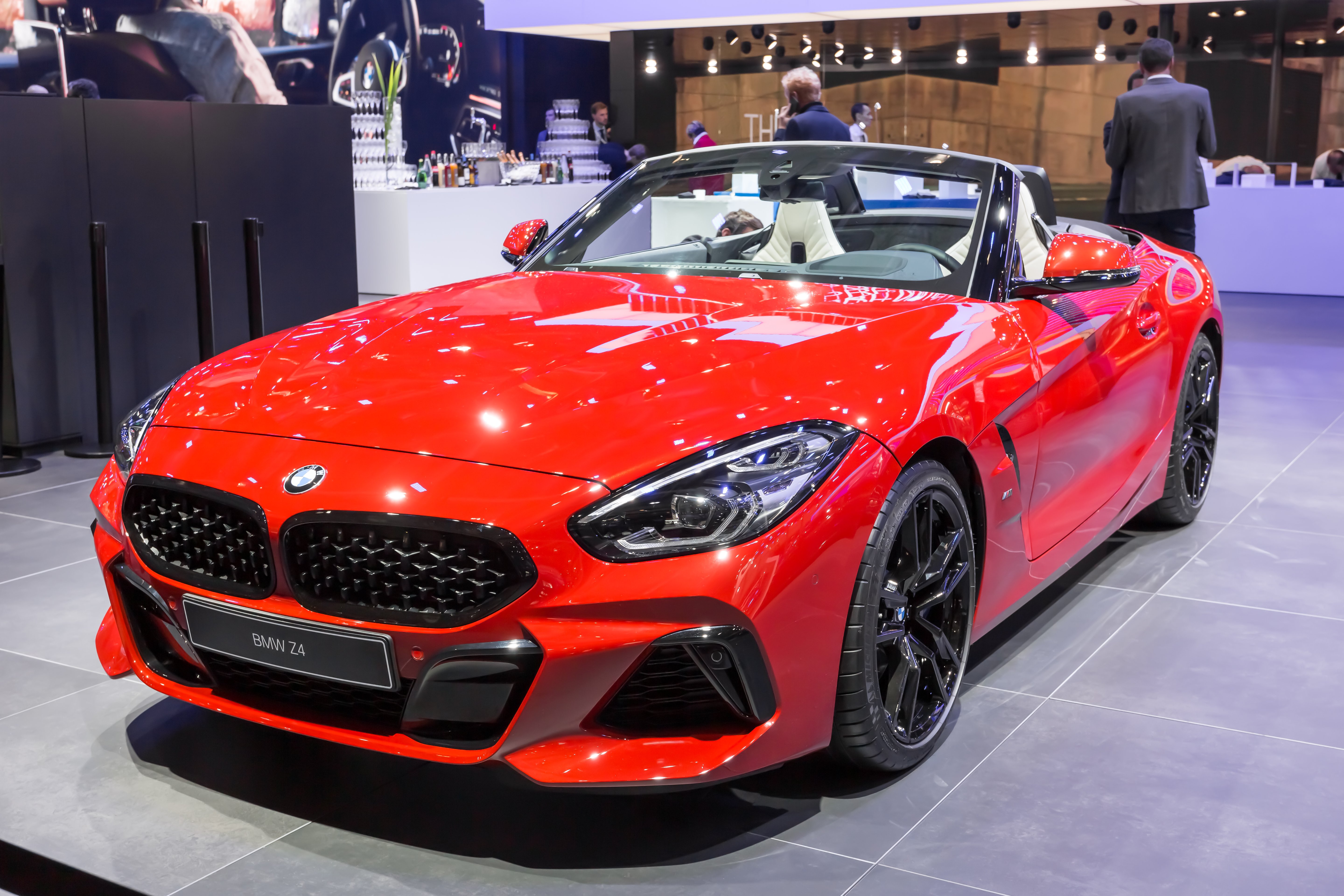
3. Generation Z4

Ende 2002 kam der BMW Z4 (E85) als Nachfolger des Z3. Höher positioniert, versehen mit dem neuen BMW-Design und zunächst ausschließlich mit Sechszylinder lieferbar, hinkt er hinter den Absatzvorstellungen leicht zurück und kann sich nicht richtig gegen den preiswerteren Mazda MX-5, den mit Stahl-Klappdach ausgestatteten Mercedes-Benz SLK und den Porsche Boxster durchsetzen. Ein Vierzylinder (2.0i) wird nachgeschoben. Im Frühjahr 2006 erhält der Z4 eine Modellpflege, zu der sich die Neuauflage des Z3 Coupés gesellt: das Z4 Coupé, welches auf der IAA 2005 als Studie vorgestellt wurde. Darüber hinaus bat die M GmbH zwei weitere Modelle auf den Markt: Den Z4 M Roadster und das Z4 M Coupé. Angetrieben wurden die neuen Derivate von dem aus dem M3 (E46) bekannten 3,2-l-Reihensechszylinder-Aggregat, das 253 kW (343 PS) bei 7900 min−1 mobilisiert.
Von Anfang 2009 bis August 2016 wurde der BMW E89 als Nachfolger des E85 produziert. 2017 wurde u. a. auf der IAA die dritte Generation des Z4, interne Bezeichnung BMW G29, als Konzept gezeigt. Dessen Front soll nach Aussage seines Designers Calvin Luk vom Z8 inspiriert sein.
Alle BMW Z-Modelle haben den Motor vor der Spritzwand und den Antrieb an der Hinterachse.

## BMW M GmbH
Die BMW M GmbH, ein 100-prozentiges Tochterunternehmen von BMW, ist für die Entwicklung und Produktion der besonders sportlichen „M-Modelle“ verantwortlich. Aktuell angeboten werden die Modelle M2, M3, M4, M5, M8, X3 M, X4 M, X5 M, X6 M und XM. Alle M-Modelle sind außerdem noch ein einer nochmals leistungsgesteigerten „Competition“-Version erhältlich. Neben diesen M-Modellen ist die M GmbH auch zuständig für die sogenannten „M-Performance-Modelle“, die jeweils die stärkste Motorisierung unterhalb des entsprechenden M-Modells darstellen. Aktuell sind das M135i, M235i, M340i/d, M440i/d, M550i, X3 M40i/d, X4 M40i/d, X5 M50i, X6 M50i und X7 M50i. Für fast alle BMW-Modelle bietet die M GmbH auch ein M-Sportpaket an, das beispielsweise spezielle Felgen oder ein Sportfahrwerk beinhaltet. Außerdem werden „M-Performance“-Tuningteile angeboten, wie Leistungssteigerungen, Spoiler oder Alcantara-Applikationen für den Innenraum.
Die M GmbH bietet auch die „BMW Individual“-Optionen für einige BMWs an und nimmt spezielle Wünsche für die „Individual-Manufaktur“ an.

## Derzeitige Fahrzeugklassen
- 1er-Reihe
- 2er Reihe
- 3er-Reihe
- 4er Reihe
- 5er-Reihe
- 7er-Reihe
- 8er-Reihe

- M-Modelle
  - M2
  - M3
  - M4
  - M5
  - M8

- Z-Modell
  - BMW Z4

- X-Modelle
  - BMW X1
  - BMW X2
  - BMW X3
  - BMW X4
  - BMW X5
  - BMW X6
  - BMW X7
  - BMW XM

- BMW i-Modelle
  - BMW i3 (China)
  - BMW i4
  - BMW i5
  - BMW i7
  - BMW iX
  - BMW iX1
  - BMW iX2
  - BMW iX3
  - BMW iX5 Hydrogen

## Modellgeschichte bis 1941

### Zeitleiste
| Bauzeit                   | Baureihe             | Anmerkung | Bild       | Bild       |
| Kleinwagen                | Kleinwagen           | Kleinwagen | Kleinwagen | Kleinwagen |
| ------------------------- | -------------------- | --- | ---------- | ---------- |
| 1927–1929                 | Dixi 3/15            | Lizenznachbau des Englischen Kleinwagens Austin 7. |            |            |
| 1929–1932                 | BMW 3/15             | Nach der Übernahme der Fahrzeugfabrik Dixi durch BMW wurde eine Weiterentwickelte Variante des Dixi 3/15 angeboten. |            |            |
| 1932–1934                 | BMW 3/20             | Eine Weiterentwicklung des Dixi 3/15. |            |            |
| Untere Mittelklasse       |                      | |            |            |
| 1933–1934                 | BMW 303              | Der BMW 303 war als zweitürige Limousine und Cabrio erhältlich. |            |            |
| 1934–1936                 | BMW 309              | |            |            |
| 1934–1937                 | BMW 315              | Nachfolger des 303. Ihm wurde der Roadster 315/1 zur Seite gestellt. |            |            |
| Mittelklasse              |                      | |            |            |
| 1934–1937                 | BMW 319/ BMW 329     | Der BMW 319 war eine stärker motorisierte Ausführung des BMW 315. Der BMW 315/1 war der dazugehörige Roadster. Unter der Bezeichnung BMW 329 gab es ab 1936 auch ein Sondermodell. |            |            |
| 1936–1941 1945–1946       | BMW 326              | Nach dem Krieg wurde die Produktion des 326 – der jetzt 326/2 hieß – zusammen mit 321 (321/2) und 327 wieder fortgeführt. |            |            |
| 1937–1938                 | BMW 320              | 1937 löste der 320 die Modelle 319 und 329 ab. |            |            |
| 1939–1941 1945–1950       | BMW 321              | Der Nachfolger des 320 wurde breiter, behielt aber den Motor. Neu waren die jetzt hinten anstatt vorne angeschlagenen Türen. Auch er wurde nach dem Krieg wieder gebaut. |            |            |
| 1945–1950                 | BMW 340              | Ein weiterentwickelter BMW 326 aus dem Eisenacher Werk, mit neuer Front und neuem Heck. |            |            |
| 1951–1955                 | EMW 340              | Ab 1951 wurde auch der BMW 340 in Eisenach als EMW gefertigt. |            |            |
| Obere Mittelklasse        |                      | |            |            |
| 1939–1941                 | BMW 335              | Der leistungsstärkste und größte Wagen von BMW in der Vorkriegszeit. |            |            |
| Roadster , Coupé , Cabrio |                      | |            |            |
| 1930–1931                 | BMW Wartburg         | Ergänzung zum BMW 3/15 |            |            |
| 1934–1936                 | BMW 315/1/ BMW 319/1 | Der BMW 315/1 war der Roadster zum 315, der BMW 319/1 die leistungsstärkere Variante. |            |            |
| 1937–1941 1945–1950       | BMW 327              | Cabriolet und Coupé auf Basis des BMW 326 mit 2 Liter Hubraum und 6 Zylinder. |            |            |
| 1937–1939                 | BMW 328              | Der Gewinner des Eifelrennens 1936 auf der Nordschleife des Nürburgrings. |            |            |
| 1951–1955                 | BMW 327              | Der 327 wurde ab 1951 wie der 340 bei EMW gefertigt. |            |            |
| Kübelwagen                |                      | |            |            |
| 1937–1940                 | BMW 325              | Der BMW 325 war ein Kübelwagen der Wehrmacht. Das Fahrzeug wurde federführend von Stoewer als Einheits-PKW der Wehrmacht entwickelt und bei BMW, Hanomag und Stoewer gefertigt. Nach der Einstellung der Produktion bei BMW und Hanomag wurde er bis 1943 nur noch bei Stoewer gefertigt. Der später bei EMW gefertigte 325 basierte nur motorseitig auf dem BMW 325. |            |            |

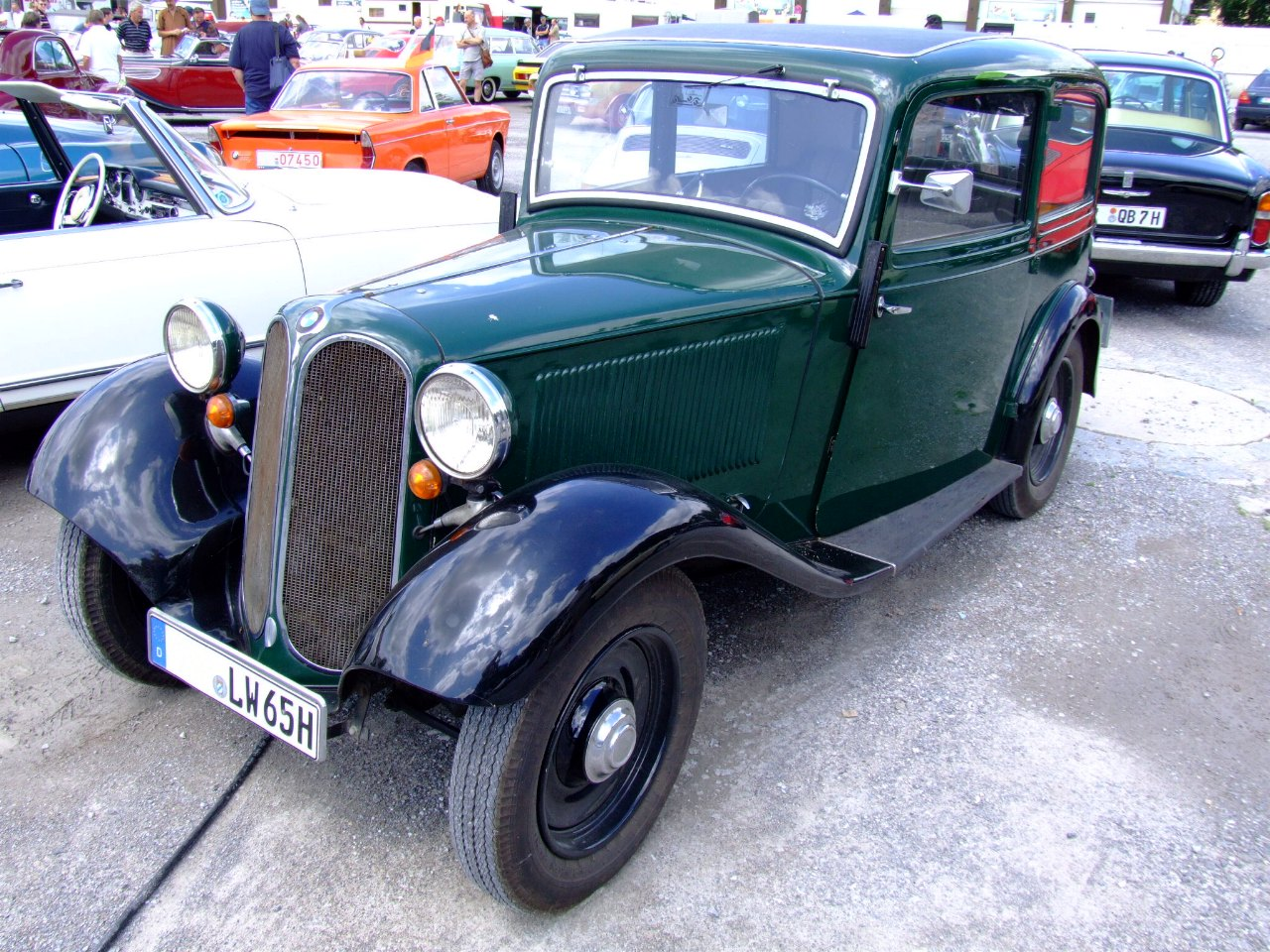
BMW 303
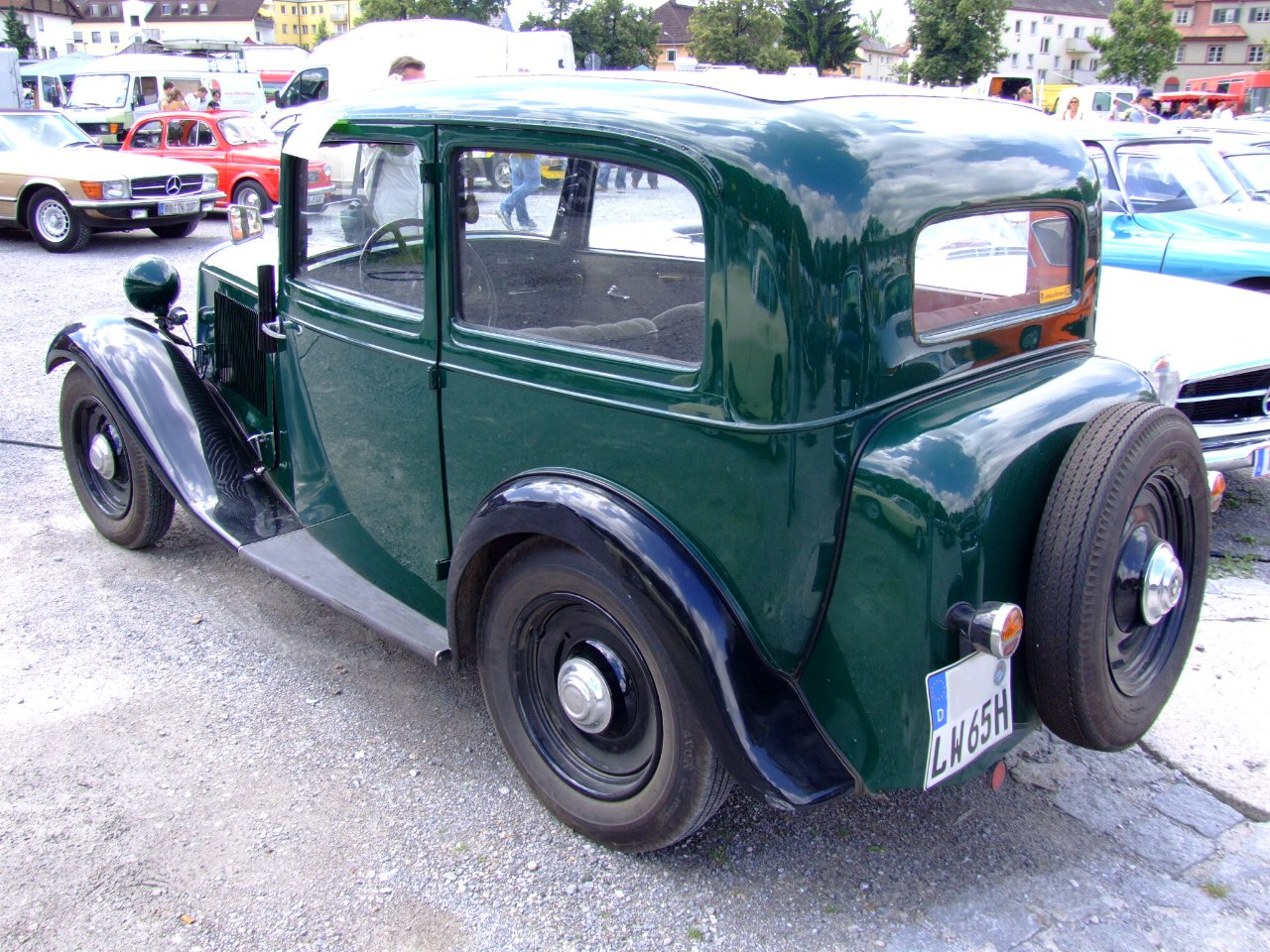
BMW 303
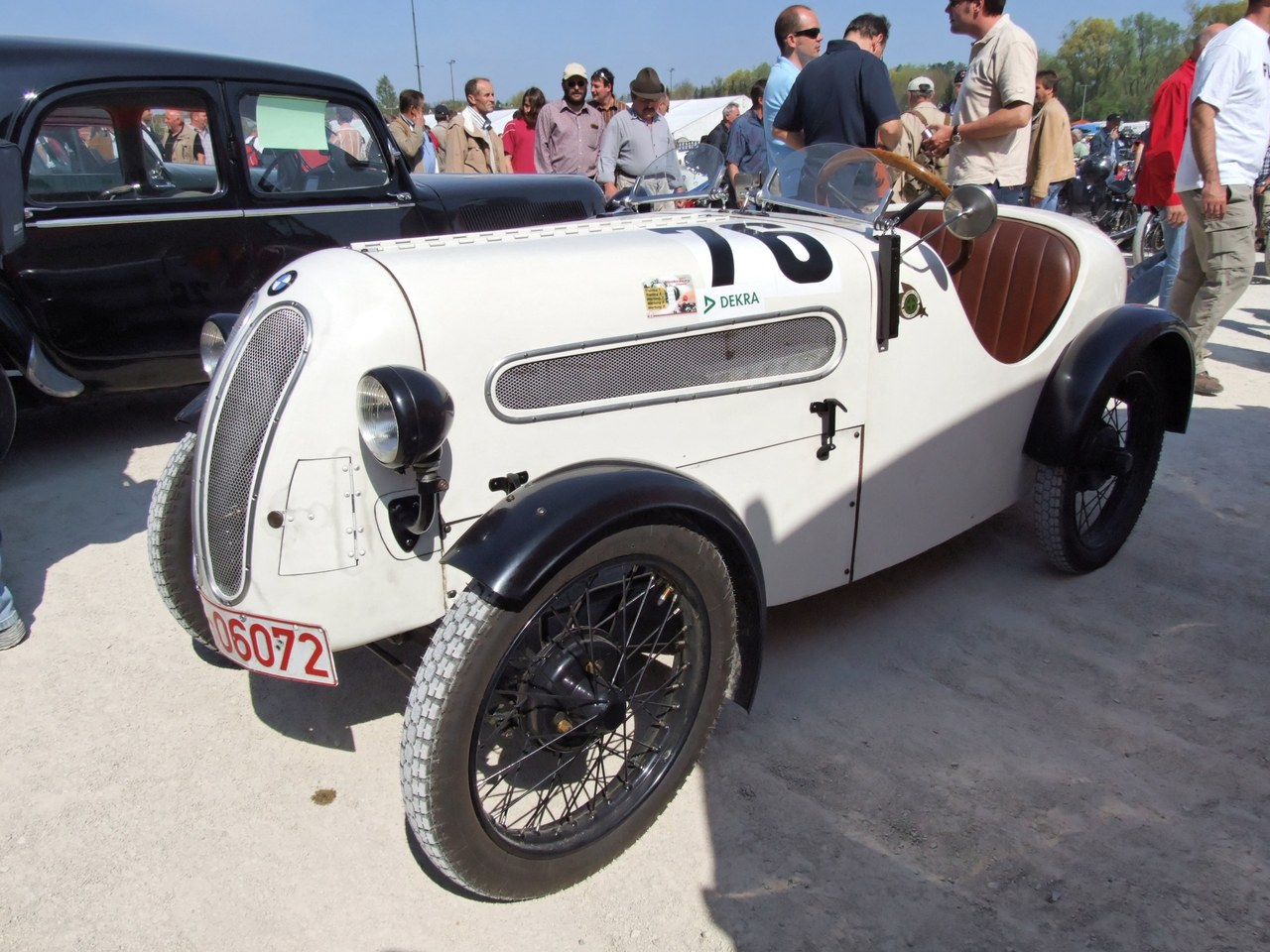
Dixi 3/15 oder BMW 3/15 mit Ihle Karosserie
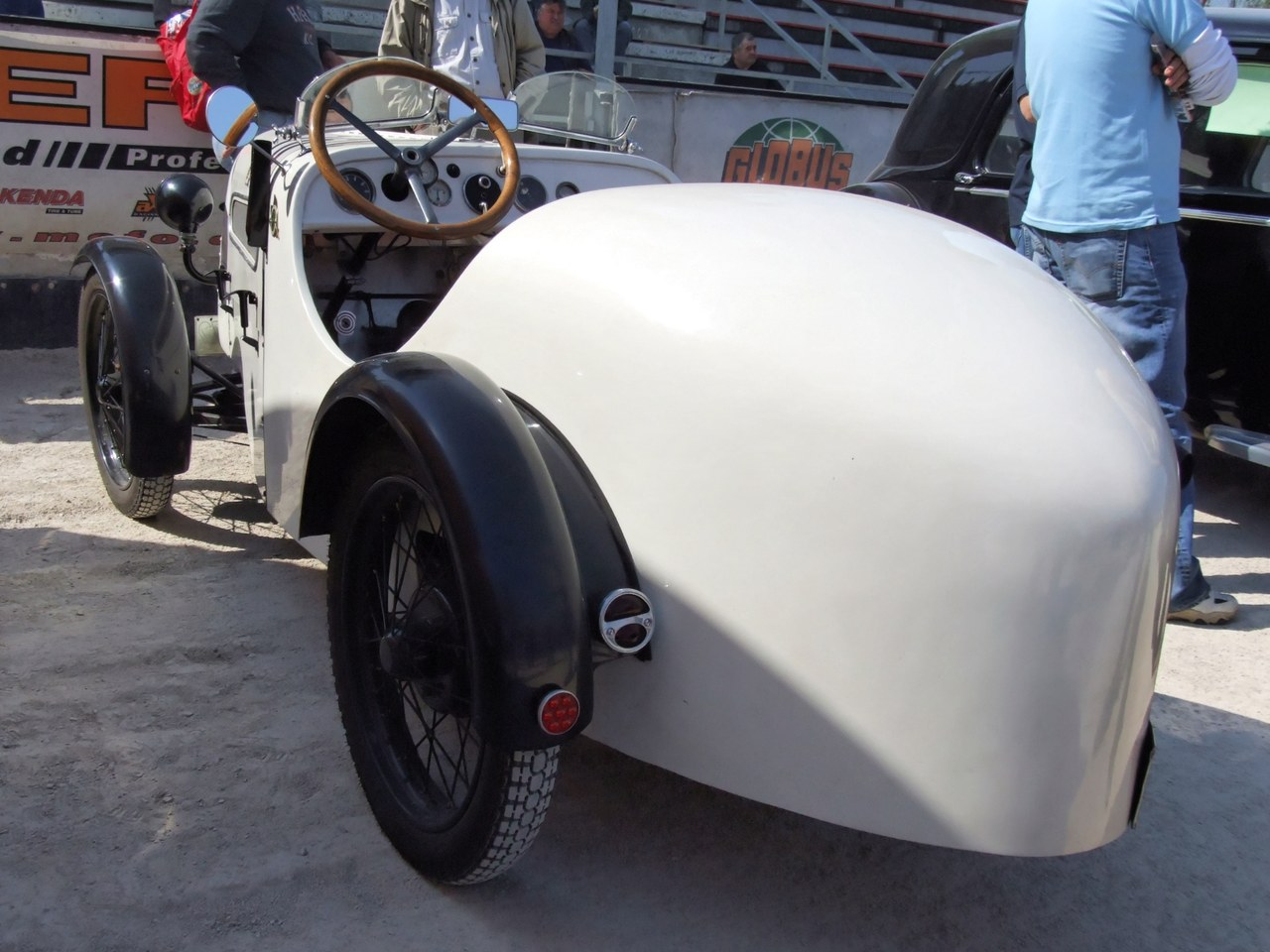
Dixi 3/15 oder BMW 3/15 mit Ihle Karosserie
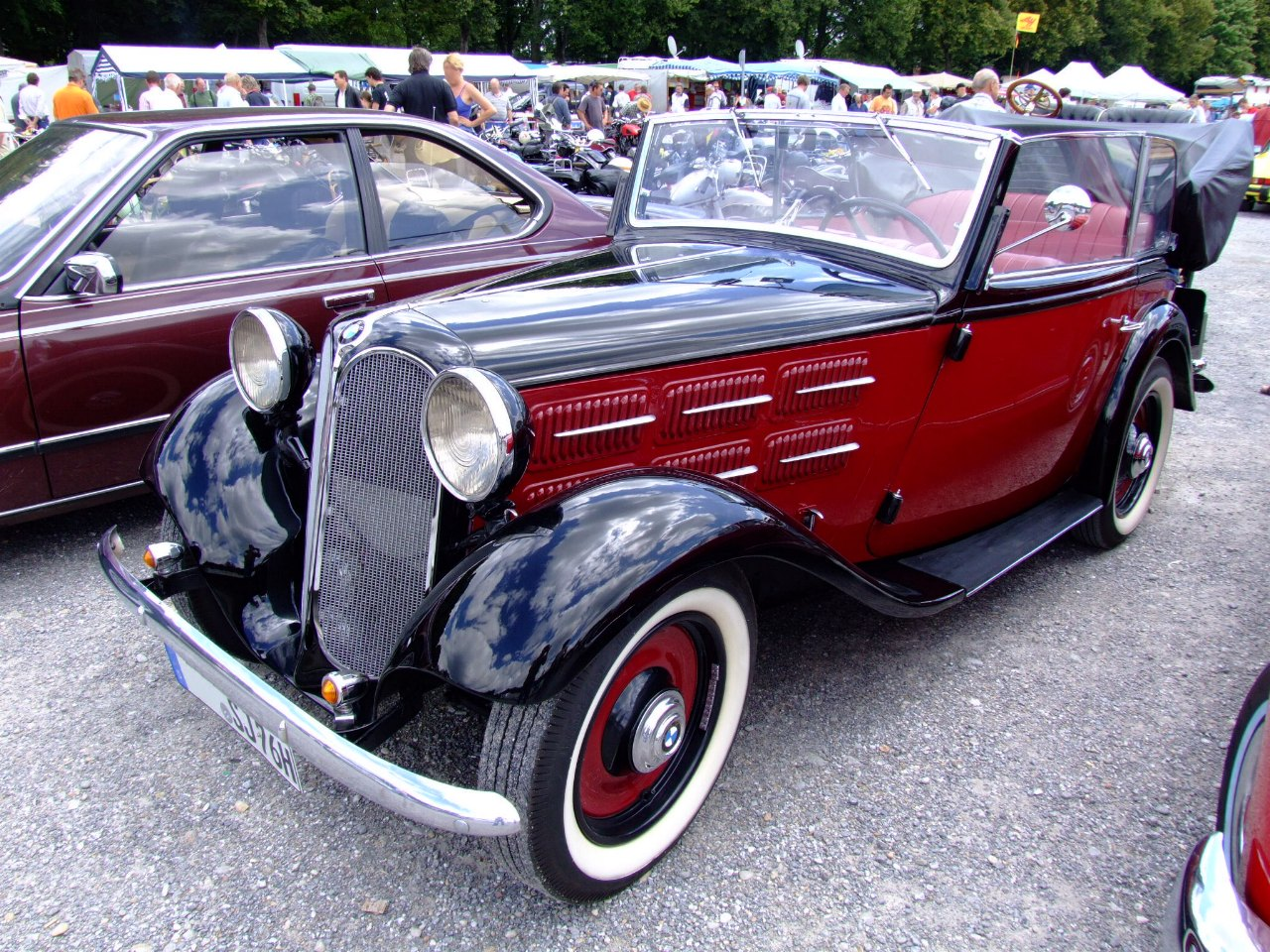
BMW 315
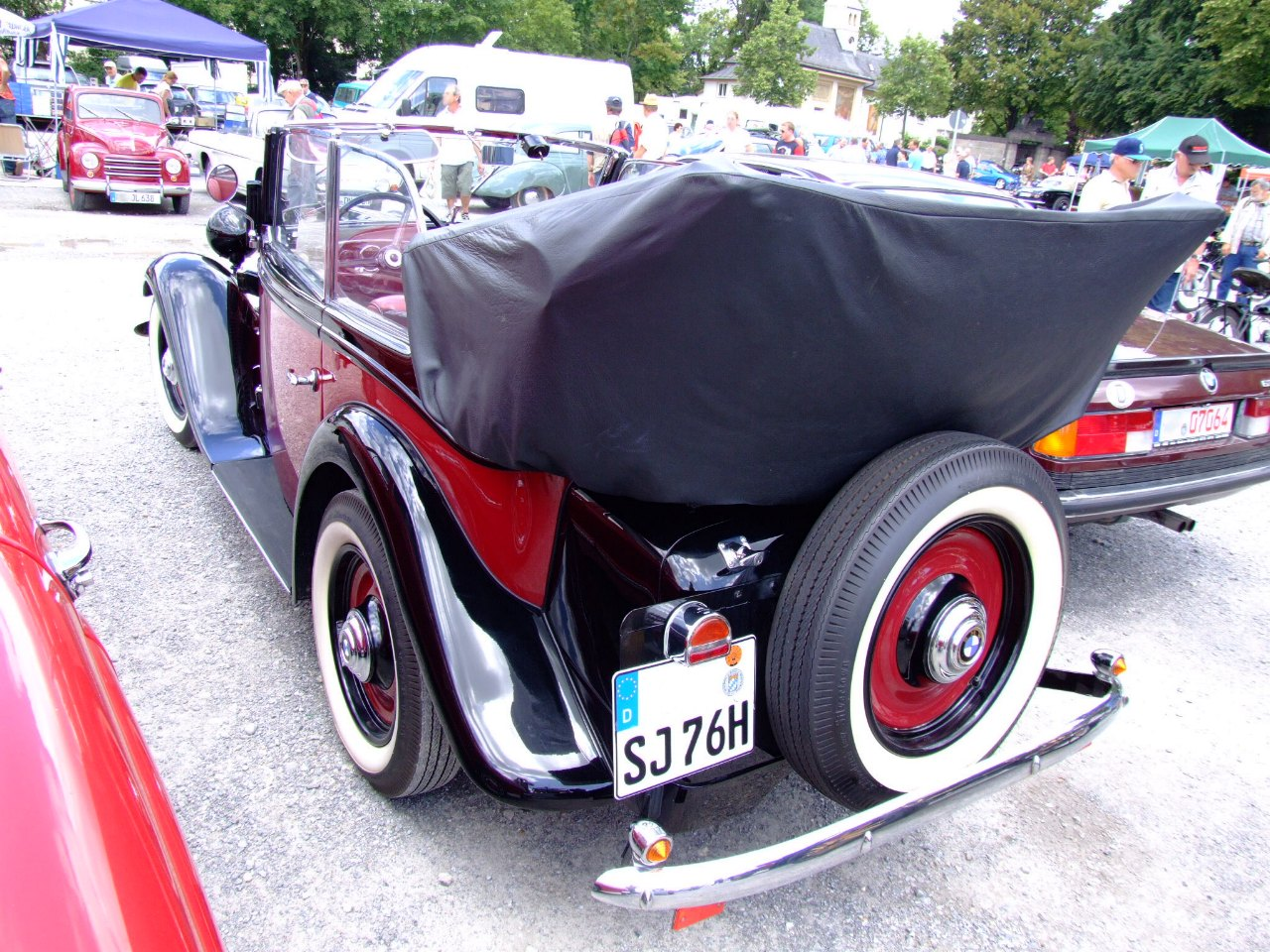
BMW 315
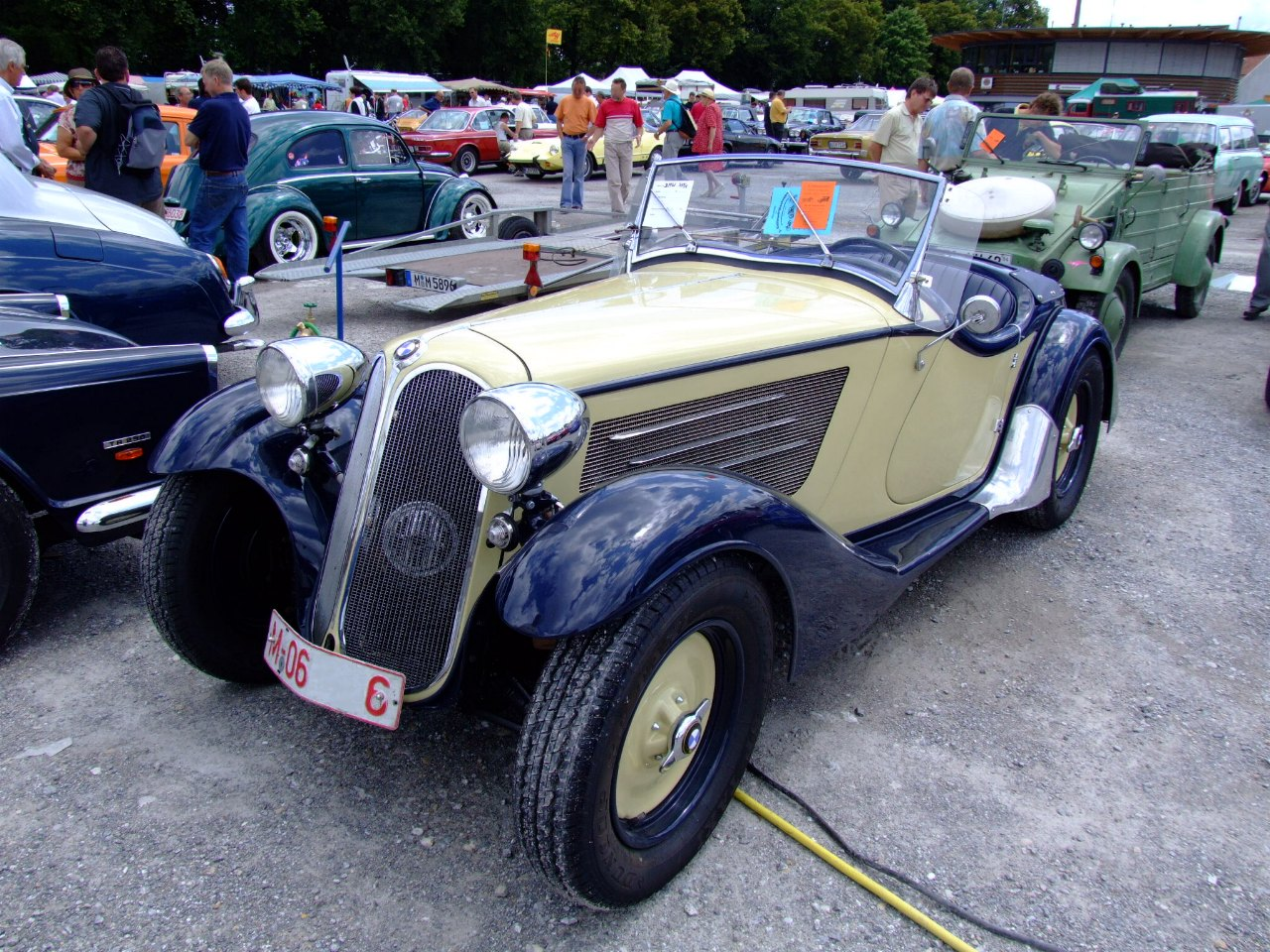
BMW 319/1
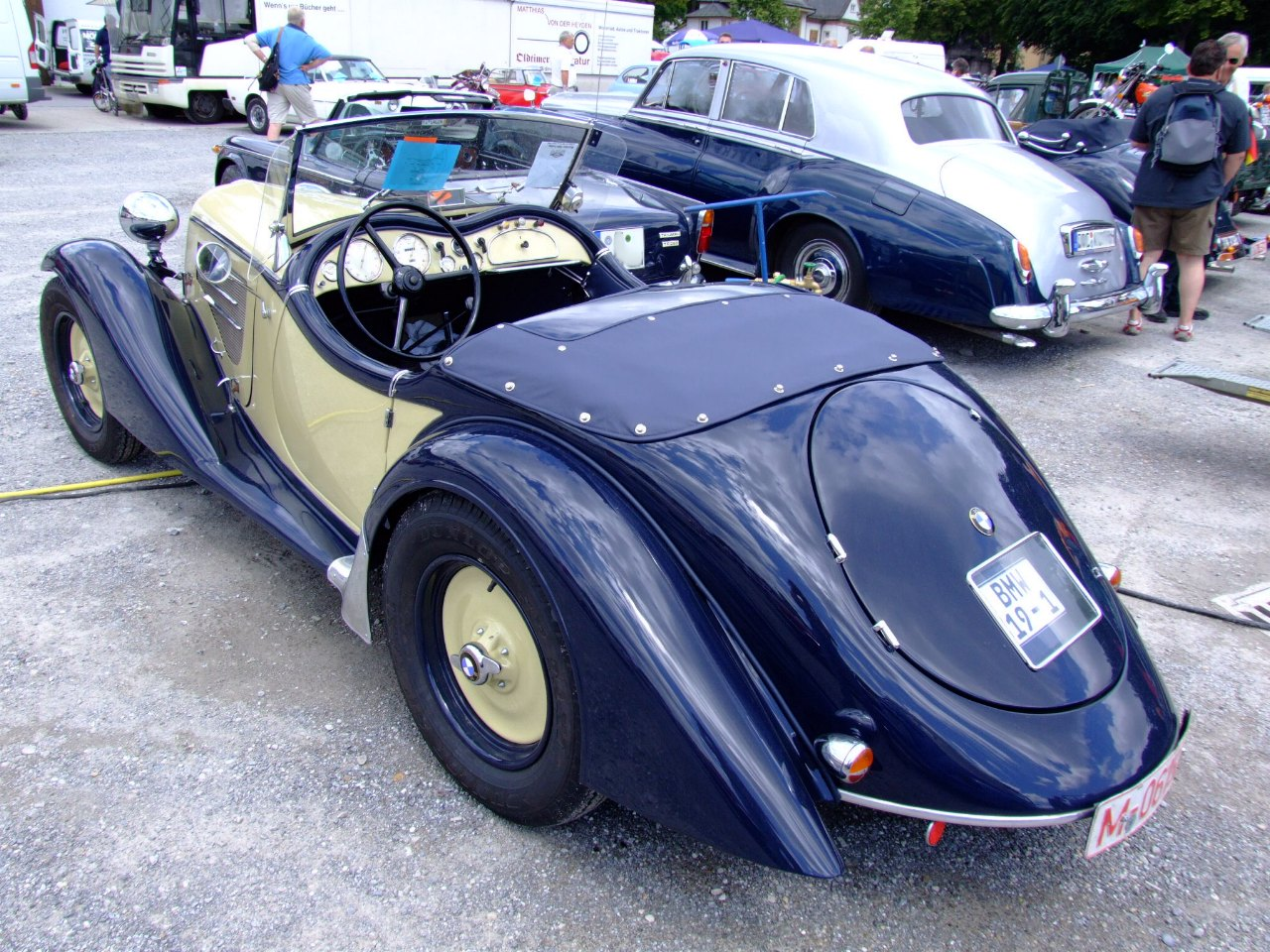
BMW 319/1
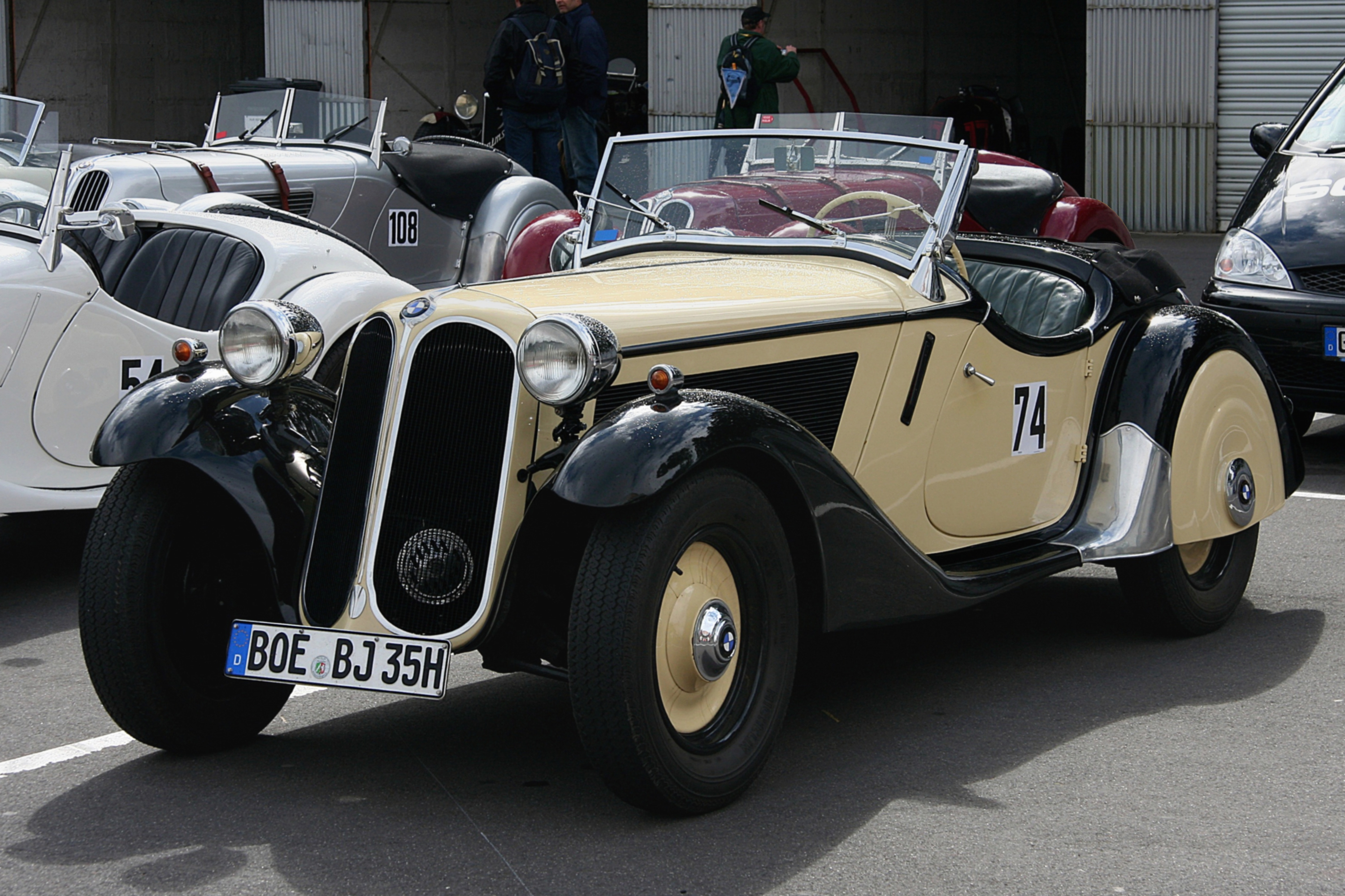
BMW 315/1 – Baujahr 1935
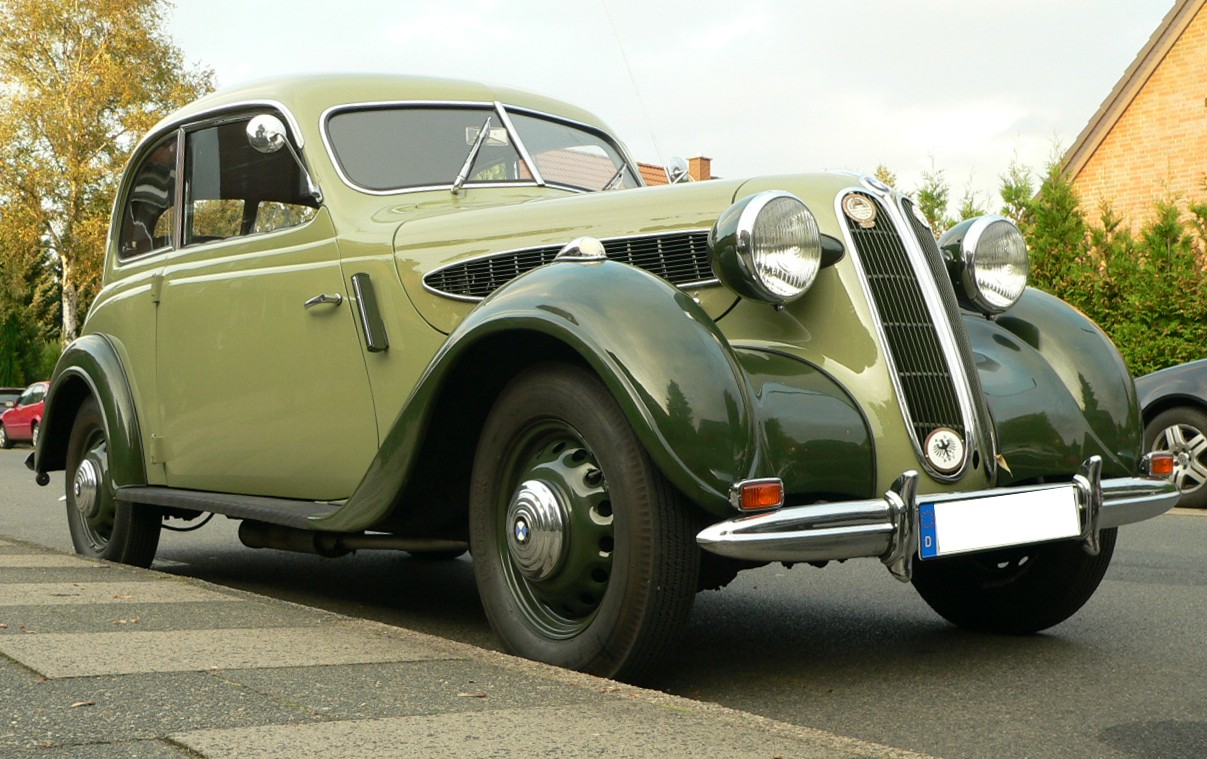
BMW 321 (1940)
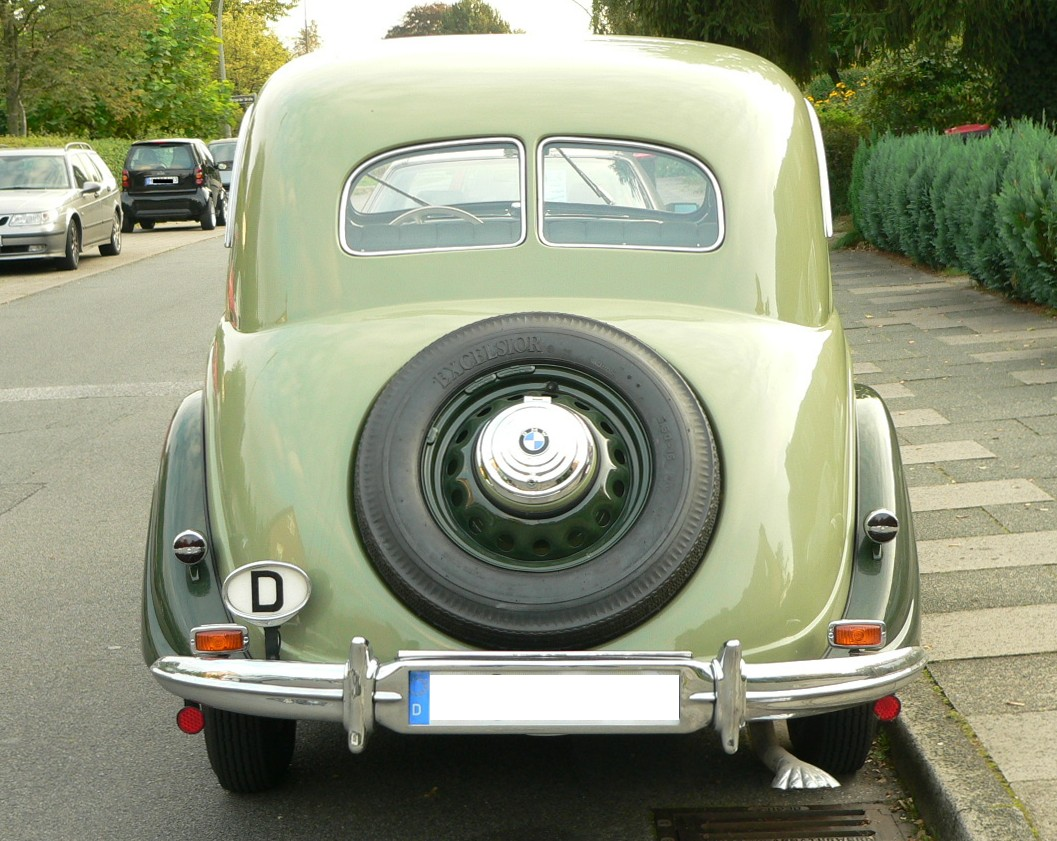
BMW 321 (1940)
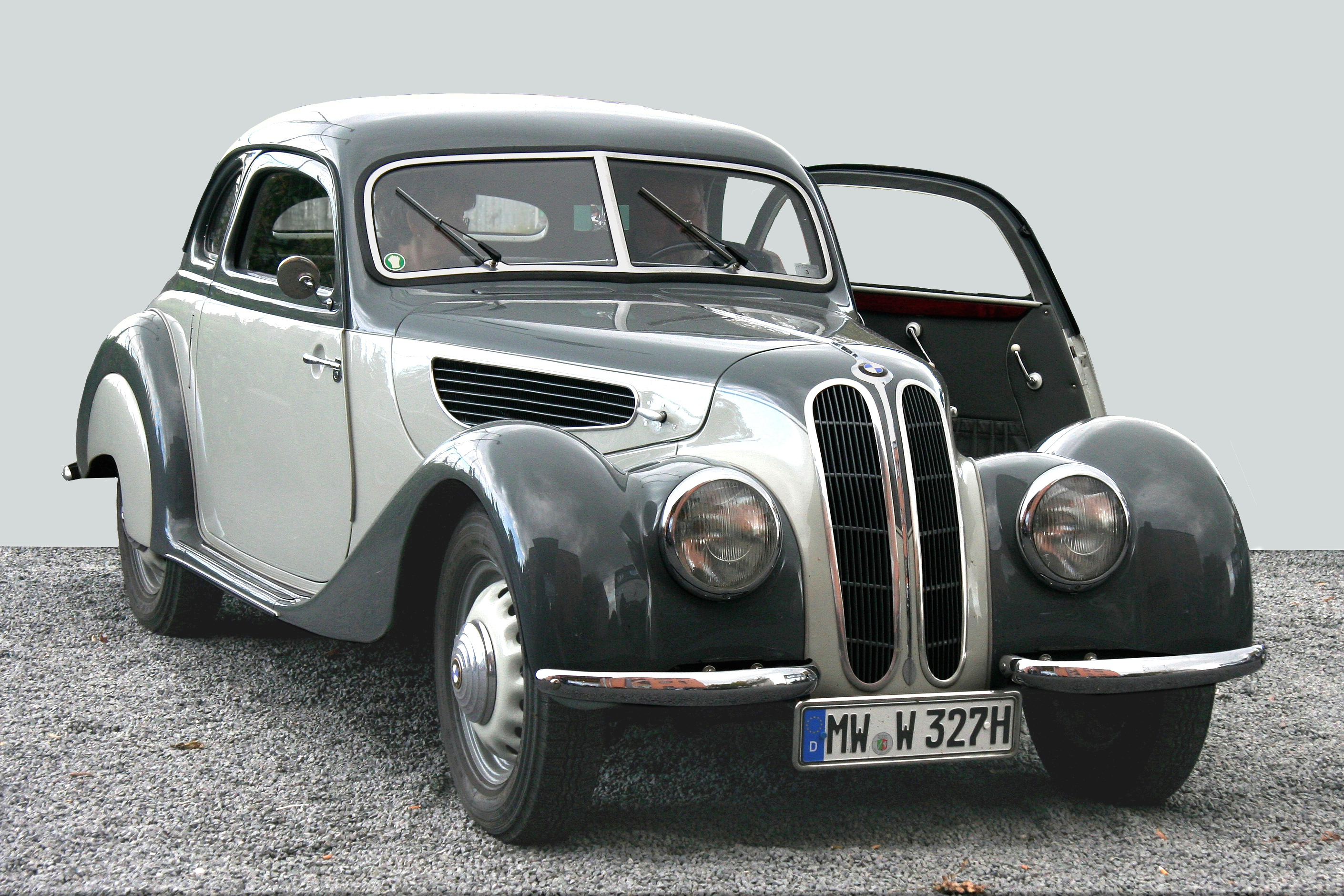
BMW 327 Coupé (1940)

### Kleinwagen
- BMW 3/15 DA2+DA4 (siehe auch Dixi) (1929–1932)
- BMW Wartburg (BMW 3/15 DA3) (1930–1932) (150 Stück)
- BMW 3/20 AM1-AM4 (1932–1934) (7215 Stück)
- BMW 309 (1934–1936) (6000 Stück)

### Mittelklasse
- BMW 303 (1933–1934) (2310 Stück)
- BMW 315 (1934–1937) (9521 Stück)
- BMW 315/1 (1935–1936) (242 Stück)
- BMW 319 (1935–1937) (6543 Stück)
- BMW 319/1 (1935–1936) (102 Stück)
- BMW 320 (1937–1938) (4240 Stück)
- BMW 321 (1939–1941) (3814 Stück)
- BMW 325 (1937–1940) (3225 Stück) (Kübelwagen)

### Obere Mittelklasse
- BMW 326 (1936–1941) (15936 Stück)
- BMW 327 (1937–1941) (1396 Stück)
- BMW 328 (1936–1940) (461 Stück)
- BMW 329 (1936–1937) (1179 Stück)

### Oberklasse
- BMW 332 (1939/40) (3 Vorserienwagen, davon einer 1945 neu aufgebaut)
- BMW 335 (1939–1943) (415 Stück)
- BMW 337 (1940) (1 Vorserien-Chassis; Pläne für Pullman-Limousine u. a.)
- BMW K1 Stromlinienwagen auf Basis des 335 (1938/1939)
- BMW K4 Stromlinienwagen auf Basis des 335 (1939/40)

### Lastendreirad
- BMW F 76 (1932–1933) (250 Stück)
- BMW F 79 (1933–1934) (350 Stück)

## Modellgeschichte ab 1951

### Zeitleiste
| Bauzeit Produzierte Fahrzeuge | Baureihe                         | Anmerkung | Bild        |
| Rollermobil                   | Rollermobil                      | Rollermobil | Rollermobil |
| ----------------------------- | -------------------------------- | --- | ----------- |
| 1955–1962 161.728 Stück       | Isetta (100, 101, 102, 103)      | Der Hersteller bezeichnete das Rollermobil – ein zwischen Motorrad und Auto einzuordnende Fahrzeug – als „Motocoupé“. Während des Zweiten Weltkriegs hatte BMW in den beiden Münchner Werken überwiegend Motorräder und Flugmotoren gebaut. Nach dem Kriegsende 1945 konnte die Pkw-Produktion zunächst nicht wieder aufgenommen werden, denn das in der sowjetischen Besatzungszone gelegene BMW-Automobilwerk Eisenach wurde Teil der Sowjetischen Aktiengesellschaft Awtowelo. Die Fahrzeugproduktion bei BMW begann 1948 mit Motorrädern. Das erste bei BMW ab 1952 hergestellte Auto, der als „Barockengel“ bekannte BMW 501, wurde ein wirtschaftlicher Misserfolg. In seiner Not erwarb BMW Lizenz und Produktionswerkzeuge der Isetta vom italienischen Hersteller Iso Rivolta. Die gut verkäufliche Isetta rettete BMW vor der Insolvenz. |             |
| 1957–1959 34.813 Stück        | 600 (106, 111, 112)              | Ein viersitziger Kleinwagen der Bayerischen Motoren Werke, der aus der BMW Isetta entwickelt worden war (Spitzname „große Isetta“). Eine Besonderheit war auch der vordere Einstieg durch eine Fronttür statt durch die Seite. Die Motorkonstruktion griff weitgehend auf die Motorrad-Boxermotoren von BMW zurück. |             |
| Kleinwagen                    |                                  | |             |
| 1959–1965                     | 700 (107)                        | Ein Kleinwagen von BMW, der als Coupé, Limousine und Cabriolet gebaut wurde. Letzteres fertigte Baur in Stuttgart. Der 700 basierte teilweise auf dem BMW 600, hatte jedoch anders als dieser als erster BMW eine selbsttragende Karosserie. Er stand in direkter Konkurrenz zum VW Käfer und sprach vor allem Autofahrer an, die sich optisch von der Masse abheben wollten. |             |
| 1961–1964                     | 700 (110)                        | Unter dem Code 110 wurde die Cabriovariante des BMW 700 hergestellt. |             |
| Kompaktklasse                 |                                  | |             |
| 1994–2000                     | 3er Compact (E36/5)              | Erster Kompaktklasse-BMW auf Basis des E36. Er wurde nur als Dreitürer angeboten und das Heck wurde um 20 cm verkürzt. |             |
| 2001–2004                     | 3er Compact (E46/5)              | Zweite Generation des 3er Compact auf Basis des E46. Das Karosseriedesign weicht von dem des E46 stark ab. |             |
| 2004–2013                     | 1er (E87, E81, E82, E88)         | Erste 1er-Reihe von BMW in der Kompaktklasse. Direktes Konkurrenzmodell des Audi A3 und Mercedes-Benz A-Klasse. Mitte 2007 wurde ein Facelift vorgenommen, bei dem gleichzeitig der Dreitürer in das Programm aufgenommen wurde. Im Herbst 2007 kam das Coupé hinzu, dem im Frühjahr 2008 das Cabrio zur Seite gestellt wurde. |             |
| 2011–2019                     | 1er (F20, F21)                   | Zweite Generation der 1er-Reihe. Im Juni 2011 wurde zunächst die fünftürige Variante vorgestellt. Der Dreitürer folgte im September 2012. |             |
| 2013–2022                     | i3 (I01)                         | Erstes Elektroauto von BMW: Minivan mit CfK-Karosserie auf Aluminium-Fahrgestell. |             |
| 2017–2023                     | 1er (F52)                        | Erstes Stufenheck der 1er-Reihe, ausschließlich für China bestimmt. |             |
| 2019–2024                     | 1er (F40)                        | Dritte Generation der 1er-Reihe. |             |
| 2020–2024                     | 2er (F44)                        | Als viertüriges Coupé bezeichnetes Modell der 2er-Reihe. |             |
| seit 2021                     | 2er (G42)                        | Zweitüriges Coupé als Nachfolger des F22 der 2er-Reihe. |             |
| seit 2024                     | 1er (F70)                        | Vierte Generation der 1er-Reihe. |             |
| seit 2025                     | 2er (F74)                        | Nachfolgemodell von F44 und F52. |             |
| Mittelklasse                  |                                  | |             |
| 1966–1977                     | 02-Serie (114, E6, E10, E20)     | Diese Mittelklasse-Baureihe ist im allgemeinen Sprachgebrauch als BMW 02 bekannt. Es gab drei Karosserievarianten: Stufenheck, Schrägheck und Cabrio. Die Modelle trugen die Bezeichnungen 1502, 1600-2, 1600ti, 1602, 1802, 2002, 2002ti, 2002 tii sowie 2002 turbo. |             |
| 1975–1984                     | 3er (E21)                        | Im Sommer 1975 erschien mit dem E21 die erste BMW-3er-Reihe. Sie war nur als zweitürige Limousine verfügbar. Die Motorenplatte umfasste Aggregate von 1,6 bis 2,3 Litern Hubraum, die ein Leistungsspektrum von 75 bis 143 PS abdeckten. Als Einstiegsversion 315 war der 3er noch bis Frühjahr 1984 erhältlich. |             |
| 1982–1994 2.339.251 Stück     | 3er (E30)                        | Die Ende 1982 erschienene zweite 3er-Reihe bot nun eine viel größere Karosserievielfalt: neben der zweitürigen Limousine gab es auch eine viertürige Variante, eine Kombi (Touring) und ein Voll-Cabriolet. Modellpflegemaßnahmen wurden im Sommer 1985 und Herbst 1987 durchgeführt. |             |
| 1990–2000                     | 3er (E36)                        | Von der dritten 3er-Reihe kam im Herbst 1990 zunächst nur die viertürige Limousine auf den Märkt. Eine zweitürige Limousine gab es hiervon nicht mehr, wofür BMW ab Herbst 1992 ein Coupé als Alternative anbot. Das Cabriolet folgte im Frühjahr 1993. Komplett neu hingegen war eine Schrägheckvariante mit dem Zusatz Compact, die ab Sommer 1994 bei den Händlern stand. Als Abrundung der Palette kam Anfang 1995 noch der Touring hinzu. |             |
| 1998–2005                     | 3er (E46)                        | Vierte Generation der 3er-Reihe. Die Versionen Coupé, Cabrio und Compact entwickelten optisch leichte Unterschiede zur Limousine und Kombi. Ein Facelift für Limousine und Touring folgte im Spätsommer 2001, während Coupé und Cabrio erst Anfang 2003 überarbeitet wurden. |             |
| 2005–2013                     | 3er (E90, E91, E92, E93)         | Seit dieser Generation haben die einzelnen Karosserieversionen ihre eigenen Codenummern: E90 die Limousine, E91 der Touring, E92 das Coupé und E93 das Cabrio. Coupé und Cabrio setzen sich vom Design stärker von der Limousine und dem Kombi ab. Im Herbst 2008 wurden Limousine und Touring überarbeitet, Coupé und Cabrio im Frühjahr 2010. |             |
| 2012–2019                     | 3er (F30, F31, F35)              | Als 3er werden nur noch die viertürige Limousine und der fünftürige Kombi bezeichnet. Coupé und Cabrio auf E90-Basis waren noch bis zum Herbst 2013 erhältlich, werden aber seitdem als 4er-Reihe verkauft. |             |
| seit 2019                     | 3er (G20, G21, G22)              | Die siebte Generation (intern: G20 – Limousine, G21 – Kombi) der 3er-Reihe von BMW deckt das Mittelklassesegment des Automobilherstellers ab. Die offizielle Vorstellung des G20 fand am 2. Oktober 2018 auf dem Pariser Autosalon statt. Der Marktstart war am 9. März 2019. Der Kombi folgte im September 2019, das Coupé G22 im September 2020. |             |
| Obere Mittelklasse            |                                  | |             |
| 1962–1972                     | Neue Klasse (115, 116, 118, 121) | Der erste BMW der oberen Mittelklasse nach dem Zweiten Weltkrieg. Diese Baureihe füllte die Lücke zwischen dem Rollermobil Isetta bzw. dem Kleinwagen BMW 700 und dem Oberklassewagen BMW 3200 S („Barockengel“). |             |
| 1972–1981                     | 5er (E12)                        | Erste 5er-Reihe. Sie erschien im Spätsommer 1972 und wurde zunächst nur als Limousine angeboten. Dafür gab es im Laufe der Bauzeit über 20 Motoren, deren Hubraum zwischen 1,8 und 3,5 l Hubraum lag und 90 bis 218 PS starke Vier- sowie Sechszylindermotoren beinhaltete. |             |
| 1981–1987                     | 5er (E28)                        | Äußerlich blieb der Mitte 1981 eingeführte 5er seinem Vorgänger sehr ähnlich, da die optisch nur leicht modifizierte Karosserie verwendet wurde. Völlig neu entworfen wurden jedoch das Fahrzeugheck mit einem höheren und deutlich kantigeren Abschluss sowie größeren und chromumrandeten Heckleuchten. Ebenfalls etwas markanter fiel die Fahrzeugfront mit der breiteren, erstmals zweigeteilten BMW-Niere sowie den unterschiedlich großen Doppelscheinwerfern auf. |             |
| 1987–1996 ca. 1.300.000 Stück | 5er (E34)                        | Zu Beginn war nur die Limousine mit den Zwölfventiler-Reihensechszylindern (520i, 525i, 530i und 535i) lieferbar, die bereits von anderen Baureihen bekannt waren. Ab September 1991 gab es als zweite Karosserievariante den Kombi Touring, der mit einem bis dahin einzigartigen Doppelschiebedach und einer separat zu öffnenden Heckscheibe aufwartete. |             |
| 1995–2004                     | 5er (E39)                        | Anfangs gab es diesen 5er nur als Limousine, denn erst im März 1997 wurde wieder ein Kombi namens Touring vorgestellt. Im Unterschied zu seinem Vorgänger war für den E39 keine Modellvariante mit Allradantrieb vorgesehen. Bezüglich der Fahreigenschaften beschritt man neue Wege, indem das (laut BMW) weltweit erste Serienauto mit einem so genannten Leichtbaufahrwerk, dessen Fahrwerkskomponenten zum größten Teil aus Aluminium bestanden, auf den Markt gebracht wurde. Ein Facelift wurde im Sommer 2000 vorgenommen. |             |
| 2003–2010                     | 5er (E60, E61)                   | Im Sommer 2003 präsentierte fünfte Generation der 5er-Reihe. Sie war auch wieder mit Allrad (xDrive) erhältlich. Im Frühjahr 2007 wurde der E60/E61 optisch wie technisch modifiziert. |             |
| 2010–2017                     | 5er (F10, F11)                   | Der im Herbst 2009 präsentierte 5er GT nahm das Design der Reihe vorweg. |             |
| 2017–2024                     | 5er (G30, G31)                   | Siebte Generation des 5ers. |             |
| seit 2023                     | 5er (G60, G61)                   | Erstmals ist der 5er auch als vollelektrischer i5 erhältlich. |             |
| Oberklasse                    |                                  | |             |
| 1951–1964                     | 501, 502                         | Auch als „Barockengel“ bekannt. Die Modellbezeichnungen wurden mehrfach geändert (502, 2,6, 3,2, 2600, 3200, L / S). |             |
| 1968–1977 ca. 190.000 Stück   | (E3)                             | Namenlose Oberklasse von BMW. Die Modellbezeichnungen wurden von der Größe des Hubraums der Motoren (2500, 2800) abgeleitet. |             |
| 1977–1986 270.185 Stück       | 7er (E23)                        | Im Frühjahr 1977 kam mit dem E23 die erste 7er-Reihe in den Handel. Sie war ausschließlich mit Sechszylindermotoren lieferbar. Im Sommer 1979 wurde das Motorenprogramm überarbeitet, während im Frühjahr 1983 optische Detailverbesserungen erfolgten. |             |
| 1986–1994                     | 7er (E32)                        | Die zweite Generation kam mit einem erweiterten Motorenprogramm. Es gab sie wie auch den Vorgänger mit Sechszylinderaggregat, aber ab Herbst 1987 wahlweise auch mit Zwölfzylinder- und nach einer Überarbeitung im Frühjahr 1992 mit Achtzylindermotor. |             |
| 1994–2001                     | 7er (E38)                        | Im Herbst 1994 folgte die dritte 7er-Baureihe, die erstmals mit einer völlig neu entwickelte Integral-Hinterachse ausgerüstet war. Ein weiteres Novum stellte die integrierte Navigations-Software dar. |             |
| 2001–2008                     | 7er (E65, E66, E67, E68)         | Ende 2001 kam die wegen des klobigen Designs oft kritisierte vierte Auflage auf den Markt. Dies wurde im Frühjahr 2005 ein wenig entschärft. Mit dem E65 wurde das Bedienkonzept iDrive erstmals eingeführt. |             |
| 2008–2015                     | 7er (F01, F02, F03, F04)         | Das Design der fünften 7er-Generation greift Elemente der beiden Vorgänger E38 und E65 sowie der 2007 vorgestellten Studie Concept CS auf. Der Kofferraumdeckel wirkt im Gegensatz zum direkten Vorgänger nicht aufgesetzt. |             |
| 2009–2017                     | 5er GT (F07)                     | Der 5er GT ist eine höher gebaute Schräghecklimousine, die sich technisch am 5er (F10) und 7er (F01) orientiert. |             |
| 2015–2022                     | 7er (G11)                        | Die Baureihe G11 des 7er-Modells von BMW wurde am 10. Juni 2015 angekündigt, ist seit Oktober 2015 am Markt und hat das seit 2008 produzierte Modell der Oberklasselimousine F01 abgelöst. |             |
| 2017–2023                     | 6er GT (G32)                     | Nachfolgemodell des 5er GT. |             |
| seit 2022                     | 7er (G70)                        | Der G70 wurde am 20. April 2022 vorgestellt und kam im November 2022 auf den Markt. Erstmals ist die Baureihe auch als vollelektrischer i7 erhältlich. |             |
| Coupés und Cabrios            |                                  | |             |
| 1956–1960 412 Stück           | 503                              | Luxus-Coupé, auch als Cabrio erhältlich. |             |
| 1962–1965 ca. 600 Stück       | 3200 CS (532)                    | Luxus-Coupé, mit V8-Motor und Karosserie von Bertone. |             |
| 1965–1970 13.691 Stück        | 2000 CS (120)                    | Coupé der Neuen Klasse. |             |
| 1968–1975 30.546 Stück        | 2800 CS (E9)                     | Spätere Varianten hießen 2.5 CS, 3.0 CS. |             |
| 1976–1989 86.219 Stück        | 6er (E24)                        | Erste BMW-6er-Reihe. |             |
| 1989–1999 30.603 Stück        | 8er (E31)                        | Großes Luxuscoupé, bisher einziges BMW-Coupé mit V12-Motor. |             |
| 2003–2010                     | 6er (E63, E64)                   | Neuauflage der BMW-6er-Reihe. Neben dem Coupé ist er nun erstmals auch als Cabrio zu haben. |             |
| 2011–2017                     | 6er (F06, F12, F13)              | Dritte Generation der 6er-Reihe. Zunächst war ab März 2011 das Cabrio auf dem Markt erhältlich, während das Coupé im Juni 2011 folgte. Im Mai 2012 kam noch eine als Gran Coupé bezeichnete viertürige Limousine hinzu. |             |
| 2013–2020                     | 4er (F32, F33)                   | Erstmals werden Coupé und Cabriolet auf Basis der 3er-Reihe als 4er vermarktet. |             |
| 2013–2021                     | 2er (F22, F23)                   | Coupé und Cabrio des BMW F20. |             |
| seit 2018                     | 8er (G14, G15, G16)              | 8er-Reihe, ersetzt die 6er-Reihe. Zunächst war 2018 das Coupé (G15) erhältlich, während das Cabrio 2019 folgte. Eine als Gran Coupé ergänzte die 8er-Reihe als letztes Modell. |             |
| seit 2020                     | 4er (G22, G23)                   | Das Cabrio mit Stoffdach wird seit März 2021 ausgeliefert. |             |
| seit 2021                     | 2er (G42)                        | Die Baureihe hat im Gegensatz zum BMW F40 nach wie vor eine Plattform für Hinterradantrieb. |             |
| Roadster                      |                                  | |             |
| 1956–1959 252 Stück           | 507                              | Das Gegenstück zum Mercedes-Benz 300 SL Roadster. Damals ein kommerzieller Misserfolg, heute eine gesuchte Rarität. |             |
| 1989–1991 8.000 Stück         | Z1                               | Ein innovativer Sportwagen mit versenkbaren Türen. |             |
| 1995–2002 279.273 Stück       | Z3 (E36/7)                       | Der Z3 war kostengünstiger konzipiert als der Z1. Es gab ihn auch mit Vierzylindermotoren. Zudem ist er bisher der Sportwagen mit der höchsten Stückzahl von BMW. |             |
| 2000–2003 5.700 Stück         | Z8 (E52)                         | Oberklasse-Sportwagen mit stilistischen Anklängen an den 507. |             |
| 2002–2008 197.950 Stück       | Z4 (E85)                         | Nachfolger des Z3. Wie dieser war der Z4 als Roadster und (ab 2006) auch als Coupé erhältlich. |             |
| 2009–2016 116.045 Stück       | Z4 (E89)                         | Der zweite Z4 verfügte über ein versenkbares Aluminiumdach, was 30 kg Mehrgewicht mit sich bringt. |             |
| seit 2018                     | Z4 (G29)                         | Dritter Z4 wieder mit Stoffverdeck. |             |
| Shooting Brake                |                                  | |             |
| 1998–2002 17.815 Stück        | Z3 (E36/8)                       | Shooting Brake auf Basis des BMW Z3 Roadster. |             |
| Sportwagen                    |                                  | |             |
| 1978–1981 450 Stück           | M1 (E26)                         | Der Prototyp des BMW M1 wurde als BMW E25 1972 unter dem Namen BMW Turbo fertiggestellt. |             |
| 2014–2020                     | i8 (I12)                         | Plug-in-Hybrid |             |
| 2018–2020                     | i8 Roadster (I15)                | Plug-in-Hybrid |             |
| 2022–2023                     | 3.0 CSL                          | Auf Basis des M4 wurde im November 2022 der 3.0 CSL als Hommage an das gleichnamige Modell der E9-Baureihe vorgestellt. |             |
| Van                           |                                  | |             |
| 2014–2021                     | 2er Active Tourer (F45)          | Fünfsitziger Van und erstes Modell mit Frontantrieb von BMW. |             |
| 2015–2022                     | BMW 2er Gran Tourer (F46)        | Siebensitziger Van auf Basis des Active Tourer. |             |
| seit 2021                     | BMW 2er Active Tourer (U06)      | Nachfolgemodell des F45. Der Gran Tourer erhält kein Nachfolgemodell. |             |
| SUV                           |                                  | |             |
| 1999–2006                     | X5 (E53)                         | Erstes SAV (Sports Activity Vehicle) von BMW. |             |
| 2003–2010                     | X3 (E83)                         | |             |
| 2006–2013                     | X5 (E70)                         | |             |
| 2008–2014                     | X6 (E71, E72)                    | Zur damaligen Zeit einziges SUV-Coupé der Welt neben dem SsangYong Actyon. |             |
| 2009–2015                     | X1 (E84)                         | |             |
| 2010–2017                     | X3 (F25)                         | |             |
| 2013–2018                     | X5 (F15)                         | |             |
| 2014–2018                     | X4 (F26)                         | |             |
| 2014–2019                     | X6 (F16)                         | |             |
| 2015–2022                     | X1 (F48)                         | |             |
| 2017–2024                     | X3 (G01)                         | Erstmals auch als M-Variante M40i. |             |
| 2018–2023                     | X2 (F39)                         | Kleines SUV Coupé. |             |
| seit 2018                     | X4 (G02)                         | Erstmals auch als M-Variante M40i. |             |
| seit 2018                     | X5 (G05)                         | |             |
| seit 2019                     | X7 (G07)                         | |             |
| seit 2019                     | X6 (G06)                         | |             |
| seit 2021                     | iX (I20)                         | Batterieelektrisch angetriebene Baureihe. |             |
| seit 2022                     | X1 (U11)                         | |             |
| seit 2022                     | XM (G09)                         | Nach dem BMW M1 das zweite eigenständige Modell der BMW M GmbH. |             |
| seit 2024                     | X2 (U10)                         | Kleines SUV Coupé. |             |
| seit 2024                     | X3 (G45)                         | Vierte Generation der Baureihe |             |

## M-Modelle
Die M-Modelle werden von der BMW M GmbH, einem 100-prozentigen Tochterunternehmen von BMW entwickelt und produziert. Bisher wurden folgende Modelle angeboten:

| Baujahr | Modell                   | Baureihe    | Hubraum       | Motorbauform | Leistung                         | Karosseriebauform                            | Bild |
| ------- | ------------------------ | ----------- | ------------- | ------------ | -------------------------------- | -------------------------------------------- | ---- |
| 1978    | M1                       | E26         | 3,5 Liter     | R6           | 204 kW (277 PS)                  | Supersportwagen                              |      |
| 1979    | M535i                    | E12         | 3,5 Liter     | R6           | 160 kW (218 PS)                  | Limousine mit vier Türen                     |      |
| 1983    | M635 CSi                 | E24         | 3,5 Liter     | R6           | 210 kW (286 PS)/ 192 kW (260 PS) | Coupé                                        |      |
| 1985    | M5                       | E28         | 3,5 Liter     | R6           | 210 kW (286 PS)                  | Limousine mit vier Türen                     |      |
| 1986    | M3                       | E30         | 2,3 Liter     | R4           | 143 kW (195 PS)                  | Limousine mit zwei Türen Cabriolet           |      |
| 1988    | M5                       | E34         | 3,6 Liter     | R6           | 232 kW (315 PS)                  | Limousine mit vier Türen                     |      |
| 1992    | M5                       | E34         | 3,8 Liter     | R6           | 250 kW (340 PS)                  | Limousine mit vier Türen Kombi               |      |
| 1992    | 850 CSi                  | E31         | 5,6 Liter     | V12          | 280 kW (380 PS)                  | Coupé                                        |      |
| 1992    | M3                       | E36         | 3,0/3,2 Liter | R6           | 210 kW (286 PS)                  | Limousine mit vier Türen Coupé Cabriolet     |      |
| 1998    | M Roadster M Coupé       | E36         | 3,2 Liter     | R6           | 236 kW (321 PS)                  | Roadster Shooting Brake                      |      |
| 1998    | M5                       | E39         | 5,0 Liter     | V8           | 294 kW (400 PS)                  | Limousine mit vier Türen                     |      |
| 2000    | M3                       | E46         | 3,2/4,0 Liter | R6/V8        | 252 kW (343 PS)/ 279 kW (380 PS) | Coupé Cabriolet                              |      |
| 2005    | M5                       | E60 E61     | 5,0 Liter     | V10          | 373 kW (507 PS)                  | Limousine mit vier Türen Touring (seit 2007) |      |
| 2005    | M6                       | E63 E64     | 5,0 Liter     | V10          | 373 kW (507 PS)                  | Coupé Cabriolet (seit 2006)                  |      |
| 2006    | Z4 M Roadster Z4 M Coupé | E85 E86     | 3,2 Liter     | R6           | 252 kW (343 PS)                  | Roadster Coupé                               |      |
| 2007    | M3                       | E90 E92 E93 | 4,0 Liter     | V8           | 309 kW (420 PS)                  | Limousine Coupé Cabrio (seit 2008)           |      |
| 2009    | X5 M                     | E70         | 4,4 Liter     | V8           | 408 kW (555 PS)                  | SUV                                          |      |
| 2009    | X6 M                     | E71         | 4,4 Liter     | V8           | 408 kW (555 PS)                  | SUV                                          |      |
| 2011    | 1er M Coupé              | E82         | 3,0 Liter     | R6           | 250 kW (340 PS)                  | Coupé                                        |      |
| 2011    | M5                       | F10         | 4,4 Liter     | V8           | 412 kW (560 PS)                  | Limousine                                    |      |
| 2012    | M6                       | F12 F13     | 4,4 Liter     | V8           | 412 kW (560 PS)                  | Cabrio Coupé                                 |      |
| 2013    | M6                       | F06         | 4,4 Liter     | V8           | 412 kW (560 PS)                  | Gran Coupé                                   |      |
| 2014    | M3                       | F80         | 3,0 Liter     | R6           | 317 kW (431 PS)                  | Limousine                                    |      |
| 2014    | M4                       | F82 F83     | 3,0 Liter     | R6           | 317 kW (431 PS)                  | Coupé Cabrio                                 |      |
| 2015    | X5 M                     | F85         | 4,4 Liter     | V8           | 423 kW (575 PS)                  | SUV                                          |      |
| 2015    | X6 M                     | F86         | 4,4 Liter     | V8           | 423 kW (575 PS)                  | SUV                                          |      |
| 2016    | M2                       | F87         | 3,0 Liter     | R6           | bis 331 kW (450 PS)              | Coupé                                        |      |
| 2018    | M5                       | F90         | 4,4 Liter     | V8           | bis 467 kW (635 PS)              | Limousine                                    |      |
| 2019    | M8                       | F91/F92/F93 | 4,4 Liter     | V8           | bis 460 kW (625 PS)              | Cabriolet Coupé Gran Coupé                   |      |
| 2019    | X3 M                     | F97         | 3,0 Liter     | R6           | bis 375 kW (510 PS)              | SUV                                          |      |
| 2019    | X4 M                     | F98         | 3,0 Liter     | R6           | bis 375 kW (510 PS)              | SUV                                          |      |
| 2021    | M3                       | G80/G81     | 3,0 Liter     | R6           | bis 405 kW (550 PS)              | Limousine Kombi                              |      |
| 2021    | M4                       | G82/G83     | 3,0 Liter     | R6           | bis 405 kW (550 PS)              | Coupé Cabriolet                              |      |
| 2023    | XM                       | G09         | 4,4 Liter     | V8           | bis 550 kW (748 PS)              | SUV                                          |      |
| 2023    | M2                       | G87         | 3,0 Liter     | R6           | bis 353 kW (480 PS)              | Coupé                                        |      |
| 2024    | M5                       | G90 G99     | 4,4 Liter     | V8           | 535 kW (727 PS)                  | Limousine Kombi                              |      |

## Übersicht der Entwicklungscodes

### Reine Zahlencodes (etwa bis 1965)
- 100 – (1955–1962) BMW Isetta Urform[36]
- 101 – (1955–1962) BMW Isetta 250[36]
- 102 – (1956–1962) BMW Isetta 300[36]
- 103 – (1955–1962) BMW Isetta (CKD- und SKD-Sätze)[36]
- 107 – (1959–1965) BMW 700[36]
- 110 – (1961–1964) BMW 700 Cabriolet[36]
- 111 – (1957–1959) BMW 600[36]
- 112 – (1957–1959) BMW 600 (CKD- und SKD-Sätze)[36]
- 113 – (1962) Limousine (Prototyp)[36]
- 114 – (1966–1977) BMW 02 (1502, 1600-2, 1602–2002ti)[36]
- 115 – (1963–1964) Neue Klasse BMW 1500[36]
- 116 – (1964–1966) Neue Klasse BMW 1600[36]
- 118 – (1963–1971) Neue Klasse BMW 1800-1800 TI/SA[36]
- 119 – (1962–1965) BMW 700 LS Coupé[36]
- 120 – (1966–1970) Neue Klasse Coupé BMW 2000 C/CS[36]
- 121 – (1966–1972) Neue Klasse BMW 2000–2000tii[36]
- 124 – (1962) BMW 1600-2 Roadster „Studentenwagen“ (Prototyp)[36]
- 331 – (1949–1950) 600-cm³-Kleinwagen-Prototyp[36]
- 336/0 – (1949) Ersatzmotor[36]
- 336/5 – (1947) Sechszylindermotor mit Drehschiebersteuerung[36]
- 336/6 – (?) Motorentwicklung auf Basis des Vorkriegs-326 für den BMW 501[36]
- 337 – (?) Motor für den BMW 501[36]
- 501 – (1952–1958) Sechszylinder-Limousine
- 502 – (1954–1964) Achtzylinder-Limousine
- 503 – (1956–1959) Coupé und Cabrio mit Achtzylinder
- 505 – (1955) Pullman-Limousine mit Achtzylinder (Prototyp einer Staatslimousine für Konrad Adenauer)
- 507 – (1955–1959) Achtzylinder-Roadster
- 531 – (1949–1950) 600-cm³-Kleinwagen-Prototyp (siehe 331)[36]
- 532 – (1962–1965) BMW 3200 CS Achtzylinder-Coupé; ein Cabrio als Einzelstück[36]
- 520 – (1956) Fahrgestell (Prototyp)[36]
- 528 – (?) Sportwagen offen/geschlossen von Falkenhausen (Prototyp)[36]
- 530 – (1958) 1,6-Liter-Limousine (Prototyp)[36]
- 535 – (1956) Motor mit obenliegender Nockenwelle für Projekt 520[36]
- 541 – (?) Aufbau für den BMW 501[36]
- 542 – (?) Aufbau für den BMW 502[36]
- 543 – (?) Aufbau für den BMW 503[36]
- 570 – (1955) Limousine klein von Graf Goertz (Prototyp)[36]
- 580 – (1955) Limousine groß von Graf Goertz (Prototyp)[36]

### Codes mit Buchstabe E
- E3 – (1968–1977) 2500–3,3 l[36]
- E4 – (?) Kunststoff-Coupé (Prototyp)[36]
- E5 – (?) Nachfolger für Glas 1300 GT (Prototyp)[36]
- E6 – (1971–1975) BMW 02 als touring[36]
- E7 – (1972) BMW 02 Elektroversion zu den Olympischen Spielen 1972[36]
- E8 – (?) Neue Klasse BMW 2200 (Sechszylinder auf Basis des BMW 2000, Prototyp)[36]
- E9 – (1968–1976) 2800 CS–3,3 CSI[36]
- E10 – (1971–1975) BMW 02 (2002, 2002tii) als US-Variante[36]
- E11 – (?) V8-Limousine auf Basis des BMW E3 (Prototyp)[36]
- E12 – (1972–1981) BMW 5er-Reihe[36]
- E13 – (?) BMW VCL-Schwimmfahrzeug für das Militär (Prototyp)[36]
- E14 – (?) BMW-Schwimmfahrzeug für das Militär (Prototyp)[36]
- E15 – (?) Sechszylinder-Kunststoffcoupé 2+2 auf Basis des BMW E3 (Prototyp)[36]
- E16 – (?) V8-Coupé auf Basis des BMW E9 (Prototyp)[36]
- E17 – (?) BMW-Militärfahrzeug mit Kunststoffkarosserie von Bölkow (Prototyp)[36]
- E18 – (?) Entwicklung Bizzarini/AMXP (Projekt)[36]
- E19 – (?) BMW 2002 Coupé (Bertone Roadster) auf Basis des BMW E11 (Prototyp)[36]
- E20 – (1968–1975) BMW 02 (2002 turbo)[36]
- E21 – (1975–1983) BMW 3er-Reihe[36]
- E22 – (1969) Neue Klasse Mittelmotor-Prototyp[36]
- E23 – (1977–1986) BMW 7er-Reihe[36]
- E24 – (1976–1989) BMW 6er-Reihe[36]
- E25 – (1972) BMW Turbo X1 (Prototyp)[36]
- E26 – (1978–1981) BMW M1[36]
- E27 – (1973) Weiterentwicklung des BMW E23 als Sparmodell zur Ölkrise (Prototyp)[36]
- E28 – (1981–1987) BMW 5er-Reihe[36]
- E29 – (?) Elektrofahrzeug auf Basis des BMW 700 (Prototyp)[36]
- E30 – (1982–1994) BMW 3er-Reihe[36]
- E31 – (1989–1999) BMW 8er-Reihe[36]
- E32 – (1986–1994) BMW 7er-Reihe[36]
- E33 – (?) Nachfolger des BMW 5er (E28) und BMW 7er (E23) als 2. Variante anstatt E32/E34 (Prototyp)[36]
- E34 – (1987–1995) BMW 5er-Reihe[36]
- E35 – (?) BMW K-Klasse mit Frontantrieb (Prototyp)[36]
- E36 – (1990–2000) BMW 3er-Reihe[36]
- E36/5 – (1994–2000) BMW 3er Compact
- E36/7 – (1995–2002) BMW Z3 Roadster
- E36/8 – (1998–2002) BMW Z3 Coupé
- E37 – (?) Elektroauto (Prototyp)[36]
- E38 – (1994–2001) BMW 7er-Reihe
- E39 – (1995–2004) BMW 5er-Reihe
- E46 – (1998–2007) BMW 3er-Reihe
- E52 – (2000–2003) BMW Z8
- E53 – (1999–2006) BMW X5
- E60 – (2003–2010) BMW 5er Limousine
- E61 – (2004–2010) BMW 5er Touring
- E63 – (2003–2011) BMW 6er Coupé
- E64 – (2004–2010) BMW 6er Cabrio
- E65 – (2001–2008) BMW 7er-Reihe
- E66 – (2002–2008) BMW 7er-Reihe als Lang-Version
- E67 – (2002–2008) BMW 7er-Reihe als Security-Version
- E68 – (2006–2007) BMW Hydrogen 7
- E70 – (2006–2013) BMW X5
- E71 – (2008–2014) BMW X6
- E72 – (2009–2011) BMW ActiveHybrid X6
- E81 – (2007–2012) BMW 1er Dreitürer
- E82 – (2007–2013) BMW 1er Coupé
- E83 – (2003–2010) BMW X3
- E84 – (2009–2015) BMW X1
- E85 – (2002–2008) BMW Z4 Roadster
- E86 – (2006–2008) BMW Z4 Coupé
- E87 – (2004–2011) BMW 1er Fünftürer
- E88 – (2008–2014) BMW 1er Cabrio
- E89 – (2009–2016) BMW Z4 Roadster
- E90 – (2005–2012) BMW 3er Limousine
- E91 – (2005–2012) BMW 3er Touring
- E92 – (2006–2013) BMW 3er Coupé
- E93 – (2007–2013) BMW 3er Cabrio

### Codes mit Buchstaben F bis J
- F01 – (2008–2015) BMW 7er Reihe
- F02 – (2008–2015) BMW 7er Reihe (Lang-Version)
- F03 – (seit 2009) BMW 7er Reihe (Security-Version)
- F04 – (2009–2015) BMW Active Hybrid 7
- F06 – (2012–2018) BMW 6er Gran Coupé
- F07 – (2009–2017) BMW 5er Gran Turismo
- F10 – (2010–2017) BMW 5er Limousine
- F11 – (2010–2017) BMW 5er Touring
- F12 – (2010–2018) BMW 6er Cabrio
- F13 – (2011–2018) BMW 6er Coupé
- F15 – (2013–2018) BMW X5
- F16 – (2014–2019) BMW X6
- F18 – (2010–2017) BMW 5er Limousine (Lang-Version)
- F20 – (2011–2019) BMW 1er Fünftürer
- F21 – (2012–2019) BMW 1er Dreitürer
- F22 – (2014–2021) BMW 2er Coupé
- F23 – (2015–2021) BMW 2er Cabrio
- F25 – (2010–2017) BMW X3
- F26 – (2014–2018) BMW X4
- F30 – (2012–2019) BMW 3er Limousine
- F31 – (2012–2019) BMW 3er Touring
- F32 – (2013–2019) BMW 4er Coupé
- F33 – (2013–2021) BMW 4er Cabrio
- F34 – (2013–2019) BMW 3er Gran Turismo
- F35 – (2012–2019) BMW 3er Limousine als Langversion
- F36 – (2014–2021) BMW 4er Gran Coupé
- F39 – (2018–2023) BMW X2
- F40 – (2019–2024) BMW 1er
- F44 – (2019–2024) BMW 2er Gran Coupé
- F45 – (2014–2021) BMW 2er Active Tourer
- F46 – (2015–2022) BMW 2er Gran Tourer
- F48 – (seit 2015) BMW X1
- F49 – (seit 2015) BMW X1 Langversion
- F52 – (2017–2023) BMW 1er Limousine
- F70 – (seit 2024) BMW 1er
- F74 – (seit 2025) BMW 2er Gran Coupé
- F80 – (2014–2020) BMW M3
- F82 – (2014–2020) BMW M4 Coupé
- F83 – (2014–2020) BMW M4 Cabrio
- F85 – (seit 2015) BMW X5 M
- F86 – (seit 2015) BMW X6 M
- F87 – (2016–2021) BMW M2 Coupé
- F90 – (2017–2023) BMW M5
- F91 – (seit 2019) BMW M8 Cabrio
- F92 – (seit 2019) BMW M8 Coupé
- F93 – (seit 2019) BMW M8 Gran Coupé
- F95 – (seit 2020) BMW X5 M
- F96 – (seit 2020) BMW X6 M
- F97 – (seit 2019) BMW X3 M
- F98 – (seit 2019) BMW X4 M
- G01 – (2017–2024) BMW X3
- G02 – (seit 2018) BMW X4
- G05 – (seit 2018) BMW X5
- G06 – (seit 2019) BMW X6
- G07 – (seit 2019) BMW X7[37]
- G08 – (seit 2021) BMW iX3
- G09 – (seit 2022) BMW XM
- G11 – (2015–2022) BMW 7er
- G12 – (2015–2022) BMW 7er Langversion
- G13 – BMW 7er High Security
- G14 – (seit 2018) BMW 8er Cabrio[32]
- G15 – (seit 2018) BMW 8er Coupé
- G16 – (seit 2019) BMW 8er Gran Coupé
- G20 – (seit 2019) BMW 3er Limousine[38]
- G21 – (seit 2019) BMW 3er Touring[39]
- G22 – (seit 2020) BMW 4er Coupé
- G23 – (seit 2020) BMW 4er Cabrio
- G26 – (seit 2021) BMW 4er Gran Coupé und BMW i4[40]
- G28 – (seit 2019) BMW 3er Limousine Langversion für China und Indien, auch BMW 3er als BEV vergleichbar zum BMW i4
- G29 – (seit 2019) BMW Z4[41]
- G30 – (2017–2023) BMW 5er Limousine
- G31 – (2017–2024) BMW 5er Touring
- G32 – (2017–2023) BMW 6er GT
- G38 – (2017–2023) BMW 5er Limousine Langversion
- G42 – (seit 2021) BMW 2er Coupé
- G45 – (ab 2024) BMW X3
- G60 – (seit 2023) BMW 5er Limousine[42]
- G60E – (seit 2023) BMW i5[43]
- G61 – (seit 2024) BMW 5er Touring
- G65 – (ab 2027) BMW X5
- G67 – (ab 2027) BMW X7
- G68 – (seit 2023) BMW 5er Limousine Langversion
- G70 – (seit 2022) BMW 7er[44]
- G73 – BMW 7er/BMW i7 Sonderschutz
- G80 – (seit 2021) BMW M3 Limousine
- G81 – BMW M3 Touring[45]
- G82 – (seit 2021) BMW M4 Coupé
- G83 – (seit 2021) BMW M4 Cabrio
- G87 – (seit 2023) BMW M2
- G90 – (ab 2024) BMW M5 auf Basis des BMW G60[46]
- G97 – BMW X3 M50
- G99 – BMW M5 Touring
- I01 – (2013–2022) BMW i3
- I12 – (2014–2020) BMW i8
- I15 – (2018–2020) BMW i8 Roadster[47]
- I20 – (seit 2021) BMW iX[48]

### Codes mit Buchstabe U
- U06 – (seit 2021) BMW 2er Active Tourer[49]
- U10 – (seit 2023) BMW X2[50]
- U11 – (seit 2022) BMW X1

### Codes für Neue Klasse ab 2025
- NA0: i3 Limousine
- NA1: i3 Touring
- NA5: SAV

### Codes mit Buchstabe Z (Konzeptfahrzeuge)
- Z1 (eigentlich E30(Z)) – (1989–1991) BMW Z1

- Z2 – (1989) Coupé-Variante des Z1 (Prototyp)[52]
- Z07 – (1997/98) Roadster und Coupé[53]
- Z9 – (1999) Coupé[54] und Cabrio
- Z11 – (1991) BMW E1 Elektrofahrzeug (Prototyp)[55]
- Z13 – (1993) Dreisitzer (Prototyp)[56]
- Z15 – (1993) BMW E1, zweite Generation Elektrofahrzeug (Prototyp), von dem auch eine Benziner- und eine Hybridvariante entworfen wurde.
- Z18 – (1995) Geländeroadster (Prototyp)
- Z21 – (1995) BMW Just 4/2 offener Zweisitzer (Prototyp)[57]
- Z22 – (1999) Hightech-Leichtbau-Limousine (Prototyp)[58]
- Z29 – (2001) Leichtbau-Coupé (Prototyp)[59]

## Schlüsselnummern
BMW-PKW werden beim Kraftfahrt-Bundesamt unter der Herstellerschlüsselnummer (HSN) 0005 geführt, die M-Modelle unter den HSN 0575 oder 7909.

## Wagenfarben
BMW hat ein eigenes System für Wagenfarben entwickelt, das aus Farbnamen und Farbcodes besteht. Der Code ist drei- oder vierstellig und besteht aus Buchstaben und Zahlen oder nur aus Zahlen. In den Fahrzeugen ist der Farbcode auf einer schwarzen Plakette auf dem Dom des Federbeins oder an der Säule auf der Fahrerseite zu finden.
| Farbname                                          | Farbcode |
| ------------------------------------------------- | -------- |
| Achatgrün                                         | 177      |
| Acid green                                        | M26      |
| Akaziengrün                                       | 179      |
| Almandinbraun                                     | X14      |
| Alpinweiß                                         | 146      |
| Alpinweiß 2                                       | 218      |
| Alpinweiß 3                                       | 300      |
| Alpinweiß uni                                     | 751      |
| Amarena rot                                       | 403      |
| Amethystgrau                                      | A09      |
| Andesitsilber mit Akzent BMW i Blau               | B81      |
| Andesitsilber                                     | B92      |
| Arktikgrau                                        | C27      |
| Arktis                                            | A34      |
| Arktisgrau                                        | 269      |
| Arravanigrau mit Akzent BMW i Blau                | B74      |
| Arravanigrau                                      | B87      |
| Atacamagelb                                       | B21      |
| Atlantikgrau                                      | C09      |
| Atlaszeder                                        | CP2      |
| Austin Gelb                                       | B67      |
| Azurblau                                          | 158      |
| BMW i-Blau                                        | B94      |
| Bahamabeige                                       | 170      |
| Biarritzblau                                      | 363      |
| Black Sapphire                                    | 475      |
| Black Storm                                       | M46      |
| Blackstorm metallic / Vintage                     | H01      |
| Bluefire                                          | M35      |
| Blueplanet metallic / Aluminium                   | H02      |
| Bluestone                                         | C2Y      |
| Bluewater                                         | 896      |
| Bluewater                                         | 986      |
| Bostongrün                                        | 275      |
| Bronzitbeige                                      | 139      |
| Burgundrot                                        | 199      |
| Capparisweiß mit Akzent BMW i Blau                | B85      |
| Capparisweiß                                      | B88      |
| Carbonschwarz                                     | 416      |
| Champagner Quartz                                 | X08      |
| Cirrusblau                                        | 189      |
| Citrinschwarz                                     | X02      |
| Classic schwarz                                   | 162      |
| Coloradorot                                       | 201      |
| Cosmosschwarz                                     | 303      |
| Dakargelb 2                                       | 337      |
| Dakargelb                                         | 267      |
| Damastrot                                         | B03      |
| Dark Shadow                                       | B27      |
| Darkgraphite                                      | 919      |
| Daytona orange                                    | 010/510  |
| Delfin                                            | 184      |
| Diamantschwarz                                    | 181      |
| Dunkelblau 2                                      | 118      |
| Dunkelblau                                        | 089      |
| E-Copper mit Akzent Frozen Grey                   | C1U      |
| Ebenholz                                          | M47      |
| Elfenbein                                         | 156      |
| Estorilblau                                       | 335      |
| Estorilblau                                       | B45      |
| Felgensilber                                      | 144      |
| Feuerorange                                       | U94      |
| Flamencorot                                       | C06      |
| Fluid Black mit Akzent BMW I Blau                 | C2W      |
| Frozen Bronze                                     | W06      |
| Frozen Dark Brown                                 | P6A      |
| Frozen Red                                        | P53      |
| Frozen Silver                                     | W07      |
| Frozen grey                                       | U83      |
| Galvanic Gold metallic                            | C1P      |
| Gazelle Beige                                     | 128      |
| Glaciersilber                                     | A83      |
| Granitgrau matt                                   | 963      |
| Graphit                                           | 342      |
| Graphitan                                         | 811      |
| Graphitblau                                       | B07      |
| Havanna                                           | A17      |
| Imperialblau                                      | A89      |
| Indigoblau                                        | 959      |
| Ionic Silver mit Akzent BMW i Blau                | B72      |
| Ionic Silver                                      | B93      |
| Jatoba                                            | B65      |
| Jerezschwarz                                      | A73      |
| Jucarobeige                                       | C2S      |
| Kalamata mat                                      | M41      |
| Kallistograu                                      | B64      |
| Karmesinrot                                       | A61      |
| Kaschmirsilber                                    | A72      |
| Kastanienbronze                                   | C29      |
| Kosmosblau                                        | 185      |
| Kristallgrau                                      | M06      |
| Kristallweiß Perleffekt mit Akzent BMW i Blau     | B97      |
| Kristallweiß Perleffekt mit Akzent Frozen Grey    | B96      |
| Lachssilber                                       | 203      |
| Lapisblau                                         | 173      |
| Laurusgrau                                        | B89      |
| Lavaorange                                        | M14      |
| Le Mansblau                                       | 381      |
| Leuchtgelb                                        | M02      |
| Light grey                                        | M21      |
| Light white uni                                   | B15      |
| Lightgelb                                         | 376      |
| Lila                                              | 134      |
| Liquid Blue                                       | B40      |
| Long Beach Blau                                   | C16      |
| Luminousgold                                      | C2X      |
| Madison                                           | 127      |
| Magellangrau                                      | C26      |
| Magmarot                                          | M03      |
| Magnesiumbeige                                    | M22      |
| Malachitgrün                                      | 205      |
| Mandarin 2                                        | 493      |
| Mandarin                                          | 414      |
| Mandarin                                          | 736      |
| Marakeschbraun                                    | B09      |
| Marakeschrot                                      | 222      |
| Marina Bay Blau                                   | C1K      |
| Mediterranblau                                    | C10      |
| Melbournerot                                      | A75      |
| Midnight Blue                                     | B38      |
| Mineralgrau                                       | B39      |
| Mineralsilber                                     | A14      |
| Mineralweiss                                      | A96      |
| Misano Blau                                       | C1D      |
| Monacoblau                                        | A35      |
| Monte Carlo Blau                                  | B05      |
| Montegoblau                                       | A51      |
| Moonlight Silver                                  | B66      |
| Mystic rot                                        | 323      |
| Mysticblau                                        | A07      |
| Nachtschwarz                                      | 103      |
| Nachtschwarz                                      | 716      |
| Nerzbraun                                         | 212      |
| Nürburggrün                                       | 077      |
| Orientblau                                        | 317      |
| Orionsilber                                       | A92      |
| Ostragrau matt                                    | M28      |
| Ozeanblau                                         | 948      |
| Pazifikblau / Alpinweiß                           | 793      |
| Pazifikblau 2                                     | 441      |
| Perlsilber                                        | X01      |
| Phytonicblau                                      | C1M      |
| Piemontrot                                        | 912      |
| Platanengrün                                      | 188      |
| Platinbronze                                      | A53      |
| Platingrau                                        | A68      |
| Platinsilber                                      | C08      |
| Polarissilber                                     | 060      |
| Protonic Blue mit Akzent Frozen Grey              | C01      |
| Protonic Blue                                     | C04      |
| Pur Blau                                          | 253      |
| Pyritbraun                                        | X13      |
| Quarzblau                                         | A18      |
| Racing blue matt                                  | M45      |
| Racing red                                        | M36      |
| Rauchgrau matt                                    | M11      |
| Red apple                                         | M18      |
| Rhodonitsilber                                    | X17      |
| Rivierablau                                       | 36       |
| Rivierablau                                       | 589      |
| Rot 2                                             | 457      |
| Rot                                               | 031      |
| Royal Burgundy Red                                | C25      |
| Royalblau                                         | 198      |
| Royalblau                                         | M24      |
| Sakhir Orange                                     | C1H      |
| Sakhirorange                                      | B50      |
| San Marino Blau                                   | B51      |
| Saphirschwarz                                     | 475      |
| Schwarz                                           | 668      |
| Seaside Blue                                      | C1R      |
| Sedonarot                                         | A79      |
| Sienarot                                          | 281      |
| Silbergrau                                        | A08      |
| Silberrauch                                       | 561      |
| Silk                                              | M20      |
| Sinusblau                                         | 332      |
| Sonnengelb                                        | 842      |
| Sunset gelb                                       | 981      |
| Thunder gray                                      | M27      |
| Titan silber                                      | 354      |
| Türkisgrün                                        | 261      |
| Vermillonrot                                      | A82      |
| Weißaluminium 3                                   | 955      |
| Yukatürkis                                        | 159      |
| Silverstone                                       | A29      |
| Singapurgrau                                      | B41      |
| Smaragdgrün                                       | 182      |
| Snapper Rocks Blue                                | C1G      |
| Solarorange mit Akzent Frozen Grey                | B78      |
| Solarorange                                       | B91      |
| Sonic Speed Blue                                  | C1A      |
| Sophistograu Brillanteffekt mit Akzent BMW i Blau | C23      |
| Sophistograu                                      | A90      |
| Spacegrau                                         | A52      |
| Sparkling Bronze                                  | B06      |
| Sparkling Brown                                   | B53      |
| Sparkling Graphit                                 | A22      |
| Sparkling Storm                                   | C07      |
| Sterlinggrau                                      | 472      |
| Stratus                                           | 440      |
| Sunset Orange                                     | C1X      |
| Tahitigrün                                        | A78      |
| Tansanitblau                                      | X10      |
| Tasman                                            | A81      |
| Terrabraun metalic                                | C1L      |
| Tiefseeblau                                       | A76      |
| Titansilber                                       | 354      |
| Titansilber                                       | 764      |
| Topasblau                                         | 364      |
| Toprot                                            | 257      |
| Traumschwarz                                      | 278      |
| Türkis                                            | 419      |
| Valenciaorange                                    | B44      |
| Weißaluminium                                     | 825      |
| Yas Marina Blau                                   | B68      |
| Zinnoberrot                                       | 138      |
| Zobelbraun                                        | 196      |